# Bahnstrecke Neukieritzsch–Chemnitz
| Strecke                                                                      |        | von Leipzig Bayer Bf                       | von Leipzig Bayer Bf                      |
| Abzweig geradeaus und ehemals von rechts                                     |        | von Pegau                                  | von Pegau                                 |
| Kilometer-Wechsel                                                            | −0,111 | Streckenanfang                             | Streckenanfang                            |
| Bahnhof                                                                      | 0,323  | Neukieritzsch                              | 144 m                                     |
| Abzweig geradeaus und nach rechts                                            |        | nach Hof Hbf                               | nach Hof Hbf                              |
| Kreuzung geradeaus oben (Querstrecke außer Betrieb)                          | 1,611  | Grubenbahn (14 m; verfüllt)                | 142 m                                     |
| Brücke                                                                       | 2,583  | Flutbrücke Öltzschgraben (80 m; verfüllt)  | Flutbrücke Öltzschgraben (80 m; verfüllt) |
| Brücke über Wasserlauf                                                       | 3,380  | EÜ Pleiße (16 m)                           | EÜ Pleiße (16 m)                          |
| Haltepunkt / Haltestelle                                                     | 3,539  | Lobstädt (ehem. Bf)                        | 139 m                                     |
| Abzweig geradeaus und ehemals nach links                                     | 5,839  | Awanst Witznitz                            | Awanst Witznitz                           |
| Verschwenkung von links · Verschwenkung von rechts (Strecke außer Betrieb)   |        | Neutrassierung 1904                        | Neutrassierung 1904                       |
| Brücke · Strecke (außer Betrieb)                                             | 6,439  | EÜ Deutzener Straße (16 m)                 | EÜ Deutzener Straße (16 m)                |
| Strecke · Bahnhof (Strecke außer Betrieb)                                    |        | Borna bei Leipzig (1867–1904)              | Borna bei Leipzig (1867–1904)             |
| Brücke · Strecke (außer Betrieb)                                             | 6,872  | EÜ Bundesstraße 93 (16 m)                  | EÜ Bundesstraße 93 (16 m)                 |
| Bahnhof · Strecke (außer Betrieb)                                            | 7,119  | Borna (b Leipzig) (seit 1904)              | 150 m                                     |
| Verschwenkung nach links · Verschwenkung nach rechts (Strecke außer Betrieb) |        |                                            |                                           |
| Haltepunkt / Haltestelle                                                     | 9,732  | Petergrube                                 | 152 m                                     |
| Brücke                                                                       | 10,480 | Viadukt Wyhratal (198 m)                   | Viadukt Wyhratal (198 m)                  |
| Kreuzung geradeaus oben (Querstrecke außer Betrieb)                          | 11,240 | Grubenbahn                                 | Grubenbahn                                |
| Strecke mit Straßenbrücke                                                    | 11,564 | Staatsstraße 51                            | Staatsstraße 51                           |
| Haltepunkt / Haltestelle                                                     | 12,285 | Neukirchen-Wyhra (seit 2005)               | 168 m                                     |
| ehemaliger Bahnhof                                                           | 12,697 | Neukirchen-Wyhra (bis 2005)                | 170 m                                     |
| Abzweig geradeaus und ehemals nach links                                     |        | nach Großbothen                            | nach Großbothen                           |
| Bahnhof                                                                      | 15,066 | Frohburg                                   | 179 m                                     |
| Abzweig geradeaus und ehemals nach rechts                                    |        | nach Kohren-Sahlis                         | nach Kohren-Sahlis                        |
| ehemaliger Haltepunkt / Haltestelle                                          | 19,262 | Frauendorf (Sachs) (ehem. Bf, Pv bis 2004) | 205 m                                     |
| Strecke mit Straßenbrücke                                                    | 19,690 | Bundesautobahn 72                          | Bundesautobahn 72                         |
| Brücke                                                                       | 20,956 | Viadukt Niedergräfenhain (204 m)           | Viadukt Niedergräfenhain (204 m)          |
| Brücke                                                                       | 23,500 | Viadukt Geithain (130 m)                   | Viadukt Geithain (130 m)                  |
| ehemaliger Haltepunkt / Haltestelle                                          | 24,100 | Geithain West (nie in Betrieb genommen)    | Geithain West (nie in Betrieb genommen)   |
| Abzweig geradeaus und von links                                              |        | von Leipzig Hbf                            | von Leipzig Hbf                           |
| Bahnhof                                                                      | 25,112 | Geithain                                   | 238 m                                     |
| ehemalige Blockstelle                                                        | 28,490 | Bk Wickershain                             | 262 m                                     |
| Abzweig geradeaus und ehemals von links                                      |        | von Rochlitz (Sachs)                       | von Rochlitz (Sachs)                      |
| Haltepunkt / Haltestelle                                                     | 31,180 | Narsdorf (Hp und Üst, ehem. Bf)            | 269 m                                     |
| ehemalige Blockstelle                                                        | 32,652 | Abzw Narsdorf Bogendreieck                 | 272 m                                     |
| Abzweig geradeaus, ehemals nach rechts und ehemals von rechts                |        | nach Penig                                 | nach Penig                                |
| ehemalige Blockstelle                                                        | 36,050 | Bk Himmelhartha                            | 255 m                                     |
| Strecke unter Wasserlauf Anfang Hochstrecke                                  | 38,127 | Viadukt Göhren (297 m), Zwickauer Mulde    | Viadukt Göhren (297 m), Zwickauer Mulde   |
| Kreuzung Ende Hochstrecke (Querstrecke außer Betrieb)                        |        | Glauchau (Sachs)–Wurzen                    | Glauchau (Sachs)–Wurzen                   |
| Brücke                                                                       | 39,070 | Viadukt Cossen (242 m; 1968 verfüllt)      | Viadukt Cossen (242 m; 1968 verfüllt)     |
| Dienststation / Betriebs- oder Güterbahnhof                                  | 39,854 | Cossen (Pv bis 2005)                       | 254 m                                     |
| Brücke                                                                       | 41,545 | EÜ Wirtschaftsweg (11 m)                   | EÜ Wirtschaftsweg (11 m)                  |
| ehemalige Blockstelle                                                        | 43,850 | Bk Heiersdorf                              | 286 m                                     |
| Brücke                                                                       | 45,782 | EÜ Mohsdorfer Straße (11 m)                | EÜ Mohsdorfer Straße (11 m)               |
| Brücke                                                                       | 46,320 | Viadukt Burgstädt (405 m)                  | Viadukt Burgstädt (405 m)                 |
| Bahnhof                                                                      | 46,998 | Burgstädt                                  | 317 m                                     |
| Abzweig geradeaus und von rechts                                             |        | von Limbach (Sachs)                        | von Limbach (Sachs)                       |
| Bahnhof                                                                      | 51,589 | Wittgensdorf ob Bf                         | 350 m                                     |
| Brücke                                                                       | 51,910 | EÜ Obere Hauptstraße (13 m)                | EÜ Obere Hauptstraße (13 m)               |
| Brücke                                                                       | 53,500 | EÜ Wirtschaftsweg (11 m)                   | EÜ Wirtschaftsweg (11 m)                  |
| Haltepunkt / Haltestelle                                                     | 54,343 | Wittgensdorf Mitte                         | 330 m                                     |
| Brücke                                                                       | 55,600 | Viadukt Bahrebachtal (235 m)               | Viadukt Bahrebachtal (235 m)              |
| Strecke                                                                      |        | (Bundesautobahn 4)                         | (Bundesautobahn 4)                        |
| ehemalige Blockstelle                                                        | 56,300 | Bk Chemnitz-Borna                          | 317 m                                     |
| Brücke                                                                       | 56,931 | EÜ Bornaer Straße                          | EÜ Bornaer Straße                         |
| Haltepunkt / Haltestelle                                                     | 57,144 | Chemnitz-Borna Hp                          | 310 m                                     |
| Kreuzung geradeaus unten (Querstrecke außer Betrieb)                         |        | Abzw Schützenhaus–Chemnitz Küchwald        | Abzw Schützenhaus–Chemnitz Küchwald       |
| Abzweig geradeaus und ehemals von links                                      |        | von Abzw Schützenhaus                      | von Abzw Schützenhaus                     |
| Abzweig geradeaus und von links                                              |        | von Wechselburg                            | von Wechselburg                           |
| Bahnhof                                                                      | 58,570 | Chemnitz Küchwald                          | 301 m                                     |
| Brücke                                                                       | 58,654 | EÜ Irrbornweg (14 m)                       | 301 m                                     |
| Abzweig geradeaus und ehemals nach links                                     |        | nach Chemnitz-Hilbersdorf                  | nach Chemnitz-Hilbersdorf                 |
| Brücke                                                                       | 59,170 | EÜ Schönherrstraße                         | 298 m                                     |
| Brücke                                                                       | 59,250 | EÜ Werkgraben (verfüllt)                   | EÜ Werkgraben (verfüllt)                  |
| Brücke über Wasserlauf                                                       | 59,535 | Viadukt Chemnitztal (308 m)                | 299 m                                     |
| Kreuzung geradeaus oben (Querstrecke außer Betrieb)                          | 60,050 | Postgleis Außenbf–Postbf                   | Postgleis Außenbf–Postbf                  |
| Abzweig geradeaus und von links                                              | 61,320 | von Riesa                                  | von Riesa                                 |
| Abzweig geradeaus und von links                                              |        | von Dresden Hbf                            | von Dresden Hbf                           |
| Bahnhof                                                                      | 61,723 | Chemnitz Hbf                               | 302 m                                     |
| Abzweig geradeaus und nach rechts                                            |        | Verbindungsgleis zur Straßenbahn Chemnitz  | Verbindungsgleis zur Straßenbahn Chemnitz |
| Abzweig geradeaus und nach links                                             |        | nach Adorf (Vogtl)                         | nach Adorf (Vogtl)                        |
| Strecke                                                                      |        | nach Werdau Bogendreieck                   | nach Werdau Bogendreieck                  |

| Strecke (außer Betrieb)                                 |       | von Abzw Schützenhaus                             | von Abzw Schützenhaus          |
| Abzweig ehemals geradeaus und von links                 |       | von Wechselburg                                   | von Wechselburg                |
| Abzweig geradeaus und von rechts                        |       | von Neukieritzsch                                 | von Neukieritzsch              |
| Bahnhof                                                 | 0,000 | Chemnitz Küchwald (bis 2018 ohne Pv)              | 301 m                          |
| Brücke                                                  | 0,100 | EÜ Irrbornweg                                     | EÜ Irrbornweg                  |
| Abzweig ehemals geradeaus und nach rechts               |       | nach Chemnitz Hbf                                 | nach Chemnitz Hbf              |
| Brücke (Strecke außer Betrieb)                          | 0,602 | EÜ Schönherrstraße (24 m)                         | EÜ Schönherrstraße (24 m)      |
| Brücke (Strecke außer Betrieb)                          | 0,700 | EÜ Werkgraben (verfüllt)                          | EÜ Werkgraben (verfüllt)       |
| Brücke über Wasserlauf (Strecke außer Betrieb)          | 1,097 | Viadukt Chemnitztal (366 m)                       | Viadukt Chemnitztal (366 m)    |
| Kreuzung mit Tunnelstrecke (Strecken außer Betrieb)     | 1,485 | Postgleistunnel Außenbf–Postbf                    | Postgleistunnel Außenbf–Postbf |
| Abzweig geradeaus und von links (Strecke außer Betrieb) | 1,578 | von Abzw Chemnitz-Furth (Weiche 14, Streckenende) | 310 m                          |
| Strecke (außer Betrieb)                                 |       | nach Chemnitz-Hilbersdorf                         | nach Chemnitz-Hilbersdorf      |
|                                                         |       |                                                   |                                |
| Quellen:                                                |       |                                                   |                                |

Die Bahnstrecke Neukieritzsch–Chemnitz ist eine Hauptbahn in Sachsen. Sie zweigt in Neukieritzsch aus der Hauptbahn Leipzig–Hof ab und führt über Borna und Geithain nach Chemnitz. Sie ist Teil der Fernverbindung zwischen Leipzig und Chemnitz. Die Strecke ist von Neukieritzsch bis Geithain elektrifiziert.

## Geschichte

### Vorgeschichte und Bau
Leipzig besaß seit Ende der 1830er Jahre einen Bahnanschluss, Chemnitz erhielt Anfang der 1850er Jahre eine Bahnanbindung, für den Verkehr zwischen beiden Städten war aber noch ein großer Umweg über Riesa nötig. Deshalb bildeten sich noch in den 1850er Jahren erste Eisenbahnkomitees, die den Bau einer Strecke von Leipzig nach Chemnitz forderten. Neben dem industriereichen Muldental hätten auch weitere Städte wie Borna, Burgstädt, Lausigk, Limbach und Penig von der Strecke profitiert. Jedes Komitee präsentierte eine eigene Streckenführung, die den eigenen Ort möglichst stark bevorzugte.
Die verschiedenen Pläne unterschieden sich stark, einige sahen eine direkte Streckenführung von Leipzig nach Chemnitz vor, andere von Kieritzsch an der Bahnstrecke Leipzig–Hof nach Chemnitz, einige hatten nicht mal Chemnitz als direktes Ziel. Vor allem die Stadt Borna forderte vehement ihren Bahnanschluss. Obwohl die Stadt nur sieben Kilometer von der Bahnstrecke Leipzig–Hof entfernt lag, geriet die Stadt durch den aufwendigen Straßentransport wirtschaftlich immer mehr ins Hintertreffen. Alle Pläne wurden aber vom sächsischen Staat abgelehnt. Eine direkte Verbindung war ohnehin mit der Konzessionierung der Bahnstrecke Borsdorf–Coswig unrealistisch geworden, da die Verbindung Leipzig–Chemnitz zu nahe an der bereits genehmigten Bahnstrecke verlaufen wäre.
Die Stadt Borna beantragte daraufhin den Bau der Strecke Kieritzsch–Borna 1864 auf eigene Kosten. Dem wurde stattgegeben, allerdings behielt sich der Staat die Betriebsführung vor. Im Oktober 1865 begannen die Bauarbeiten, die – verzögert durch den Deutschen Krieg 1866 – am 14. Januar 1867 abgeschlossen wurden.

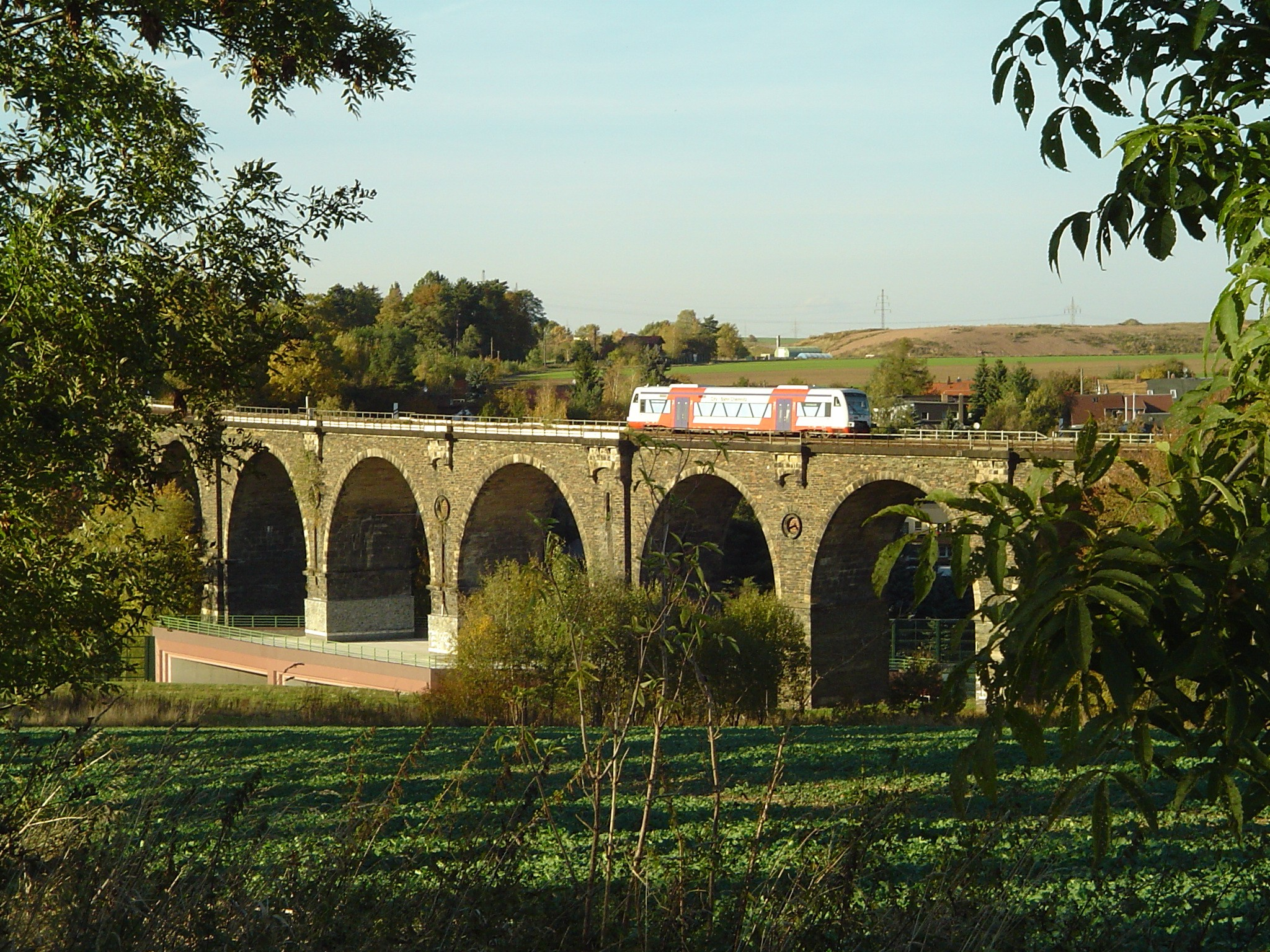
Bahrebachmühlenviadukt über die Bundesautobahn 4

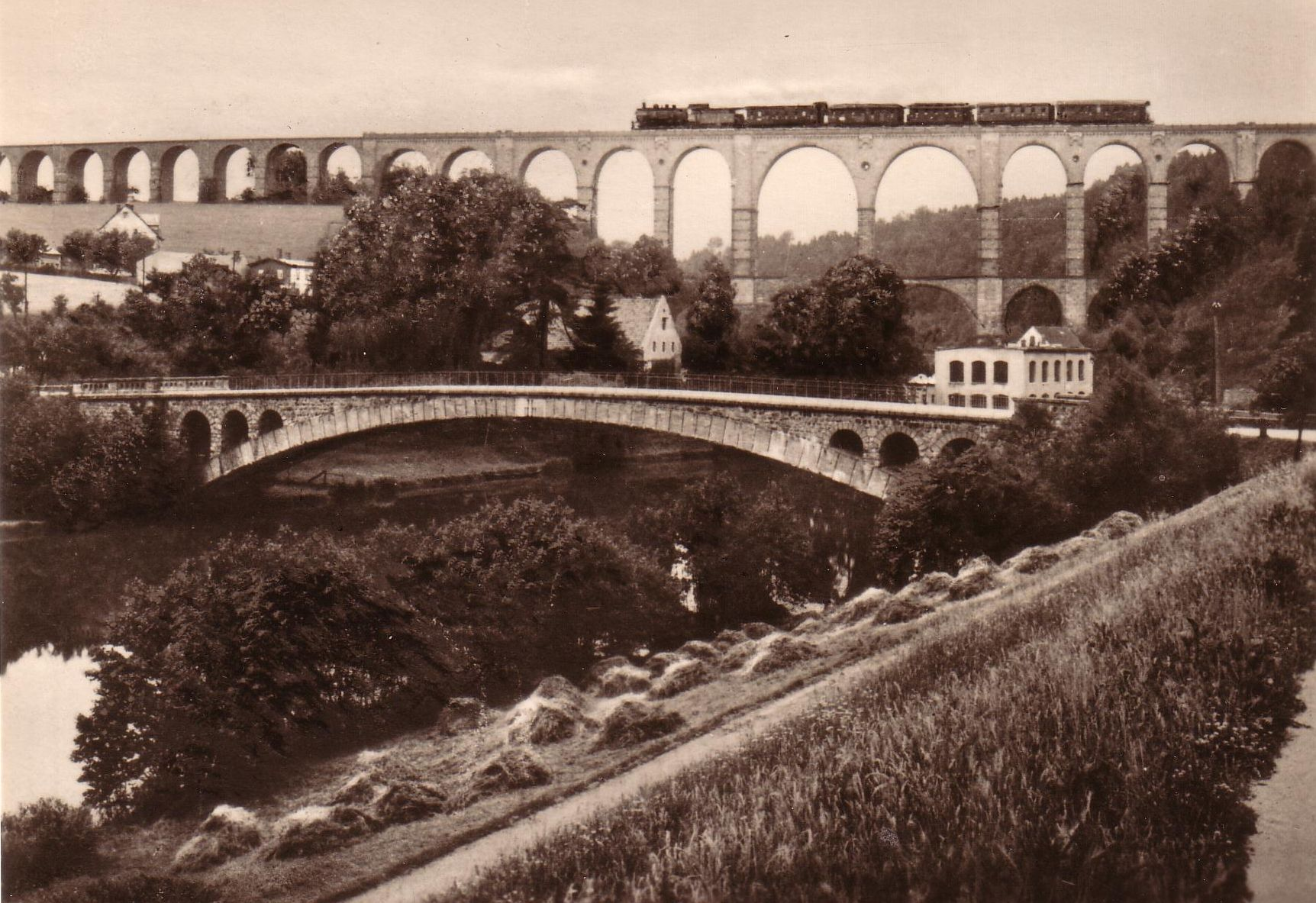
Das Göhrener Viadukt, hier noch mit den in den 1980er Jahren zugemauerten kleinen 9 Öffnungen.

Für den Weiterbau in Richtung Chemnitz favorisierte der sächsische Staat ebenso eine private Finanzierung, allerdings fand sich kein Bewerber, der die für den teuren Streckenbau nötigen Finanzen vorweisen konnte. Letztlich beschloss der sächsische Landtag den Bau der Strecke auf Staatskosten. Längere Kontroversen gab es allerdings noch um die geplante Linienführung. Längere Zeit favorisierte man eine direkte Verbindung von Leipzig nach Geithain. Letztlich entschied man sich aus Kostengründen für die Streckenführung von Borna über Geithain und Burgstädt nach Chemnitz. Über Zweigbahnen sollten auch Limbach, Penig und Rochlitz angeschlossen werden.
Im Frühjahr 1869 begann man mit den Arbeiten an der Strecke. Bei Göhren, Burgstädt und Chemnitz war die Erstellung mehrerer großer Viadukte notwendig. Am 8. April 1872 wurde der Betrieb auf der neuen Strecke eröffnet. Eröffnet wurde sie gemeinsam mit den Zweigbahnen nach Limbach, Penig und Rochlitz. Die städtische Bahn Kieritzsch–Borna war bereits am 1. Oktober 1870 in Staatsbesitz übergegangen, so dass nun eine durchgehende Staatsbahn zwischen Leipzig und Chemnitz bestand. Der durchgehend zweigleisige Aufbau wurde vorbereitet, doch blieb der Abschnitt Borna–Geithain eingleisig. Lediglich der Abschnitt Borna–Neukirchen-Wyhra erhielt in den 1930er Jahren ein zweites Gleis in Verbindung mit dem Bau der Bahnstrecke Borna–Großbothen.

### Nach 1945
1945 wurde das zweite Gleis vollständig abgebaut, zwischen Neukieritzsch und Borna sowie zwischen Wittgensdorf und Chemnitz Küchwald jedoch später wieder aufgebaut. Am 15. Januar 1962 nahm die Deutsche Reichsbahn zwischen Neukieritzsch und Borna den elektrischen Zugbetrieb auf.
Zwischen 2004 und 2006 erfolgte eine Modernisierung der Strecke Leipzig–Chemnitz über Bad Lausick zur Anhebung der Höchstgeschwindigkeit auf 160 km/h. Mehr als 100 Millionen Euro wurden hierfür investiert. In diesem Zuge wurde das zweite Gleis zwischen Geithain und Narsdorf als Begegnungsabschnitt wieder errichtet und am 11. Dezember 2005 in Betrieb genommen. Der Bahnhof Narsdorf wurde zu einer Überleitstelle mit einer Weiche, der neue Bahnsteig liegt südlich davon im eingleisigen Abschnitt. Die zweigleisigen Abschnitte erhielten keine sicherungstechnischen Einrichtungen für das Befahren des Gegengleises, auch das vollausgerüstete linke Einfahrsignal des Bahnhofs Chemnitz Küchwald mit Vorsignal und Vorsignalwiederholer wurde abgebaut. Der Bahnhof Cossen wurde als Zugangsstelle aufgegeben.
Seit Beendigung der Bauarbeiten besteht mit den Zügen der Linie RE 6 (Chemnitz-Leipzig-Express) ein stündliches, schnelles Zugangebot zwischen Chemnitz und Leipzig. Die Züge der Linie RE 6 benötigen von Geithain nach Chemnitz nur noch 26 Minuten, gegenüber 39 Minuten vor 2005. Bei diesem Ausbau wurde die Strecke auch für den Betrieb mit Neigetechnik ausgebaut. Der Fahrzeitvorteil durch die Neigetechnik alleine beträgt nur dreieinhalb Minuten. Durch eine zusätzliche Zugkreuzung erhöht sich der Fahrzeitvorteil auf sieben Minuten. Zur Fahrzeitverkürzung wurde die Neigetechnik zwischen dem 10. Dezember 2006 und dem 22. Oktober 2009 genutzt. Die Züge verließen hier Leipzig zur Minute 33 und kamen zur Minute 27 an. Nach dem Auftreten einer Funktionsstörung an einem Triebwagen der Baureihe 612 musste die Neigetechnik an allen Einheiten dieser Baureihe zeitweise außer Betrieb genommen werden. Zwischen Chemnitz und Leipzig wurde daraufhin ein Ersatzfahrplan mit längeren Fahrzeiten eingeführt, der bis Ende 2015 Bestand hatte. Die Züge fuhren seitdem in Leipzig zur Minuten 26 ab und kamen zur Minute 33 an. Bis 2011 verkehrte mit dem RE 28 Leipzig–Chemnitz–Cranzahl an Wochenenden zusätzlich ein Ausflugszugpaar.
Die Teilstrecke von Borna bis Geithain wurde im Sommer 2010 elektrifiziert, so dass die ehemals von Leipzig über Borna nach Geithain verkehrende Nahverkehrslinie MRB 2/70 mit Eröffnung des nur elektrisch befahrbaren City-Tunnels Leipzig im Dezember 2013 als S-Bahn-Linie S4 in das Netz der S-Bahn Mitteldeutschland einbezogen werden konnte. In Frohburg wurde ein neues elektronisches Stellwerk errichtet. Acht Millionen Euro wurden insgesamt investiert. Ab dem 15. Dezember 2013 nutzte die Linie S4 des neuen Netzes der S-Bahn Mitteldeutschland den Streckenabschnitt zwischen Neukieritzsch und Geithain, ab dem 13. Dezember 2015 die S3, seit 2017 ist es die S6. Der Streckenabschnitt Geithain–Chemnitz wird seit dem Fahrplanwechsel im Dezember 2015 von der Transdev Regio Ost mit lokbespannten Wagenzügen unter der Marke Mitteldeutsche Regiobahn (MRB) bedient. Das Wagenmaterial der MRB wurde wiederholt wegen der fehlenden Barrierefreiheit und Klimatisierung, der lauten Klotzbremsen und der Unzuverlässigkeit kritisiert, weshalb diese mittlerweile eine zusätzliche Reservegarnitur vorhält. Außerdem kündigte die MRB an, andere gebrauchte Wagen zu beschaffen. Auf Klimatisierung und W-LAN wird entgegen den ersten Ankündigungen verzichtet. Im Abschnitt Burgstädt–Chemnitz verkehrte ergänzend dazu weiterhin die City-Bahn Chemnitz mit Dieseltriebwagen, seit Dezember 2015 werden die Zweikrafttriebwagen der Chemnitzbahn als Linie C13 des Chemnitzer Modells eingesetzt.

## Ausblick
In den Jahren 2008 und 2009 wurde von der TU Dresden eine Studie erstellt, wie die Strecke ausgebaut werden müsste, um auf dieser Relation zusätzlich zum bestehenden Nahverkehrsangebot auch Fernverkehr anbieten zu können. Ergebnis der Studie war, dass die Strecke dafür (nahezu) durchgehend zweigleisig ausgebaut und durchgehend elektrifiziert werden müsste, um auch einen schnellen Verkehr (z. B. mit elektrischen Neigetechnik-ICE) zu ermöglichen. Anfang 2009 verkündete der damalige sächsische Verkehrsminister Jurk, die dafür notwendige Vorplanung durch den Freistaat Sachsen vorfinanzieren zu lassen.
Ende Januar 2012 stellten Vertreter des Sächsischen Staatsministeriums für Wirtschaft, Arbeit und Verkehr Pläne zur Schließung der Elektrifizierungslücke zwischen Geithain und Chemnitz vor. Demnach sollten bis 2013 die Vorplanungen vorliegen. Ein Baubeginn wurde auf 2015/16 datiert, bei einer Bauzeit von drei Jahren. Mit diesem Lückenschluss könnte Chemnitz an das Mitteldeutsche S-Bahn-Netz angeschlossen werden. Die Kosten für diesen ca. 36 km langen Elektrifizierungslückenschluss wurden auf mehr als 100 Millionen Euro geschätzt. Ein vollständig zweigleisiger Ausbau der Strecke von Neukieritzsch über Borna nach Chemnitz war demnach in einem weiteren Schritt vorgesehen.
Anfang Januar 2013 unterzeichneten Vertreter des Freistaats Sachsen und der Deutschen Bahn AG einen Vertrag zur vorlaufenden Variantenauswahl für den Ausbau und die Elektrifizierung der Strecke Chemnitz–Leipzig. Nunmehr sollte ein Streckenausbau sowohl über Bad Lausick als auch über Borna untersucht werden. Im Ergebnis der Voruntersuchung wurde die Streckenführung über Bad Lausick als Vorzugsvariante festgelegt. Als wesentliche Vorteile dieser Variante wurden eine realisierbare Reisezeit von 50 Minuten sowie fahrgastfreundliche Umsteigebeziehungen zu den übrigen Fernverkehrslinien im Leipziger Hauptbahnhof angegeben. Im Juli 2013 unterzeichneten der Freistaat Sachsen und die Deutsche Bahn eine Planungsvereinbarung für den weiteren Ausbau und die durchgängige Elektrifizierung der Eisenbahnstrecke Leipzig–Chemnitz. Der Freistaat Sachsen stellte hierfür Planungsmittel in Höhe von rund 2,4 Millionen Euro zur Verfügung. Die Vorplanung wurde im Sommer 2014 abgeschlossen und im August 2014 der Öffentlichkeit vorgestellt. Im Zuge der Strecke Neukieritzsch–Chemnitz waren neben der durchgängigen Elektrifizierung demnach insbesondere Spurplananpassungen in den Bahnhöfen Geithain, Narsdorf, Burgstädt und Chemnitz-Küchwald vorgesehen. Medienberichten zufolge wurden für die Projektrealisierung mindestens acht Jahre und Kosten von rund 250 Millionen Euro (einschließlich der zugehörigen Maßnahmen im Zuge der Bahnstrecke Leipzig–Geithain) veranschlagt. Der Freistaat Sachsen beabsichtigte 2014, die weiteren Planungen zeitnah zu beauftragen und diese anteilig zu finanzieren. Das Projekt wurde für den Bundesverkehrswegeplan 2030 angemeldet.
Da die Bewertung des Projektvorschlags zum Beschluss des Bundesverkehrswegeplans 2030 im Jahr 2016 nicht abgeschlossen werden konnte, wurde das Ausbauvorhaben zunächst nur in die Kategorie „Potentieller Bedarf“ eingestuft. Nachdem 2018 die Elektrifizierung der Verbindung Geithain–Chemnitz mit einem Nutzen-Kosten-Verhältnis von 1,6 bewertet wurde, konnte sie in die Kategorie „Vordringlicher Bedarf“ aufgenommen werden.
Bis Ende 2020 wurde die Vorplanung überarbeitet. Weil die Regionalexpresszüge künftig im Halbstundentakt verkehren sollen, ist zusätzlich ein zweigleisiger Ausbau der Abschnitte Narsdorf–Cossen und Burgstädt–Wittgensdorf vorgesehen.
Im Fernverkehrskonzept der DB Fernverkehr AG war beim Stand von 2018 keine Verbindung Leipzig–Chemnitz enthalten, dafür aber mit Stand Oktober 2018 im unternehmensneutralen Konzept Deutschland-Takt.
Von Mai bis September 2019 erneuerte DB Netz das Chemnitztalviadukt. Die Züge der City-Bahn entfielen während der Bauzeit, die Regionalexpresszüge endeten im Bahnhof Chemnitz Küchwald, dessen Bahnsteig dafür provisorisch verlängert wurde.
Ab Dezember 2023 sollten auf der Regionalexpresslinie 6 zwischen Leipzig und Chemnitz Akkumulatortriebwagen des Typs Alstom Coradia Continental BEMU eingesetzt werden, die vom Verkehrsverbund Mittelsachsen selbst beschafft werden. Mit den für 160 km/h zugelassenen Zügen soll die Fahrzeit zwischen beiden Großstädten wieder unter eine Stunde sinken. Nach Abschluss der Streckenelektrifizierung sollen die Triebzüge, die eine vollständige Ausrüstung für den Fahrleitungsbetrieb erhalten, weiter genutzt werden. Da die batterieelektrischen Triebzüge von Alstom nicht fristgerecht geliefert werden konnten, mussten die Z2 und Halberstädter Mitteleinstiegsteuerwagen der heutigen Gattungen Bom und By, auch weiterhin eingesetzt werden.
Im April 2024 wurde die Inbetriebnahme der Akkumulatortriebwagen erneut zurückgestellt, da die Einheiten zwar fertiggestellt seinen, aber Softwareprobleme bestehen und die Zulassung durch das Eisenbahnbundesamt (EBA) nicht erfolgt sei. Der Hersteller Alstom habe ab Dezember 2024 dafür klimatisierte Doppelstockwagen mit Niederflureinstiegen und Scheibenbremsen bei WFL als Ersatz auf eigene Rechnung angemietet. Nach Fahrgastbeschwerden über Abgasgeruch in der Wagenluft leitete das EBA eine Prüfung ein. Im Ergebnis wies das EBA den Zugbetreiber Mitteldeutsche Regiobahn (MRB) Ende März 2025 an, den ersten Doppelstockwagen hinter der ziehenden Lok zu verschließen, da nicht ausgeschlossen werden könne, dass durch angesaugte Abgase die Luft im Wagen zu gesundheitlichen Beeinträchtigungen bei Fahrgästen führen könnte. Seitdem ist der erste Wagen bei den Fahrten von Leipzig nach Chemnitz abgesperrt, was zu erheblichen Problemen aufgrund der nun zu geringen Platzkapazität in den Zügen führt.
2024 mussten auf dem Abschnitt Chemnitz–Geithain die 2004 bis 2006 eingebauten Betonschwellen wegen durch Herstellungsfehler eingetretener Risse teilweise erneuert werden (obwohl Schwellen regulär 40 bis 50 Jahre halten). Dafür wurde zwischen Chemnitz und Burgstädt ab Ende Mai Schienenersatzverkehr eingeführt.
Bis 2029 soll die Strecke abschnittsweise zweigleisig ausgebaut und elektrifiziert werden.

## Streckenbeschreibung

### Verlauf
Die Strecke verläuft bis Borna weitestgehend parallel zur Bundesstraße 176 und folgt von Neukirchen bis Niedergräfenhain wiederum dem Lauf der Bundesautobahn 72. Im Bahnhof Geithain endet die Fahrleitung, wobei nur das Stumpfgleis für die Züge von und nach Neukieritzsch überspannt ist. Hinter Geithain erreicht die Strecke das Mittelsächsische Lösshügelland und trifft in Narsdorf auf die stillgelegte Bahnstrecke Rochlitz–Penig. Nach Umfahrung des Dorfes Göhren im Viertelkreis wird das Tal der Zwickauer Mulde mitsamt der Bahnstrecke Glauchau–Wurzen („Muldentalbahn“) auf Göhrener Viadukt überquert. Bei Stein nähert sich die Strecke auf bis zu 600 Meter Entfernung der im Tal der Chemnitz verlaufenden, stillgelegten Bahnstrecke Wechselburg–Küchwald („Chemnitztalbahn“) an. Über einen langgezogenen Stadtviadukt wird schließlich der Bahnhof Burgstädt erreicht, der am Ostrand der Stadt liegt. Nach Einmündung der stillgelegten Strecke aus Limbach-Oberfrohna wird am oberen Bahnhof von Wittgensdorf der höchste Punkt der Strecke erreicht. Von hier aus führt sie mit einem maximalen Gefälle von 1:100 in die Talaue der Chemnitz, wobei auf dem Bahrebachmühlenviadukt die Bundesautobahn 4 überquert wird. Nachdem die Industriebahn aus Grüna unterquert wurde, trifft die Strecke am Bahnhof Chemnitz Küchwald (bis 2018 Küchwald) auf eben jene sowie die bisher weitestgehend parallel verlaufende Bahnstrecke Wechselburg–Küchwald aus Richtung Wechselburg. Nach einer langgestreckten Rechtskurve erreicht die Strecke schließlich gemeinsam mit den Strecken von Riesa und von Dresden die Anlagen des Chemnitzer Hauptbahnhofes.

### Betriebsstellen
Neukieritzsch ⊙

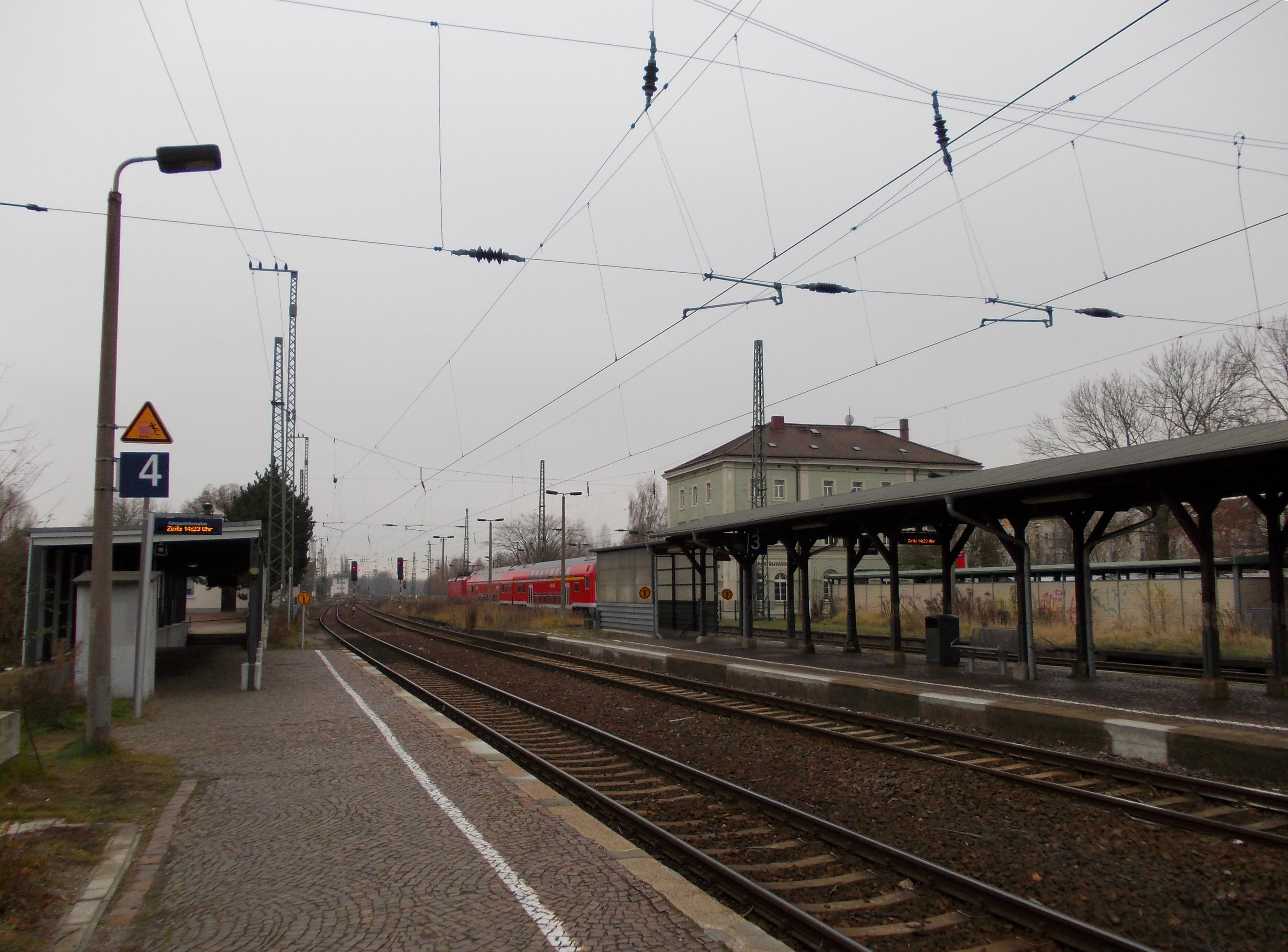
Bahnhof Neukieritzsch

Der Bahnhof Neukieritzsch (bis 3. Oktober 1936 nur Bahnhof Kieritzsch) wurde 1842 zusammen mit dem Teilstück Leipzig–Altenburg der Bahnstrecke Leipzig–Hof eröffnet, die ersten Schienen lagen hier schon seit 1841. In unmittelbarer Nähe entwickelte sich eine eigene Eisenbahnsiedlung, da die namensgebende Ortschaft Kieritzsch etwa drei Kilometer entfernt lag. Allerdings lag der Bahnhof noch auf der Flur von Kahnsdorf und Pürsten, beide Ortschaften lehnten aber die Benennung nach ihrer Gemeinde ab. Schon bei der Betriebseröffnung waren in Kieritzsch Reparaturanlagen vorhanden, mit Eröffnung der Strecken nach Borna und nach Pegau (1909 eröffnet) entwickelte sich der Bahnhof in den nachfolgenden Jahrzehnten zu einem kleinen Eisenbahnknoten. Er erhielt neben dem Hausbahnsteig einen Insel- und einen Außenbahnsteig mit insgesamt vier Verkehrskanten.
Rund um die Station entstand durch den Braunkohlenabbau ein dichtes Werkbahnnetz. Nach 1945 stiegen die Verkehrsleistungen insbesondere im Güterverkehr weiter, so dass der Bahnhof umfassend erweitert werden musste. Mittlerweile wurde die Station bis auf wenige Gleise zurückgebaut.
Die bestehenden, nicht barrierefreien Bahnsteige sollen ab 2020 ausgebaut werden. Sie erhalten eine einheitliche Höhe von 550 Millimetern sowie eine Länge von 155 Metern mit der Option zur Verlängerung auf 170 Meter sowie Aufzüge.
Lobstädt ⊙

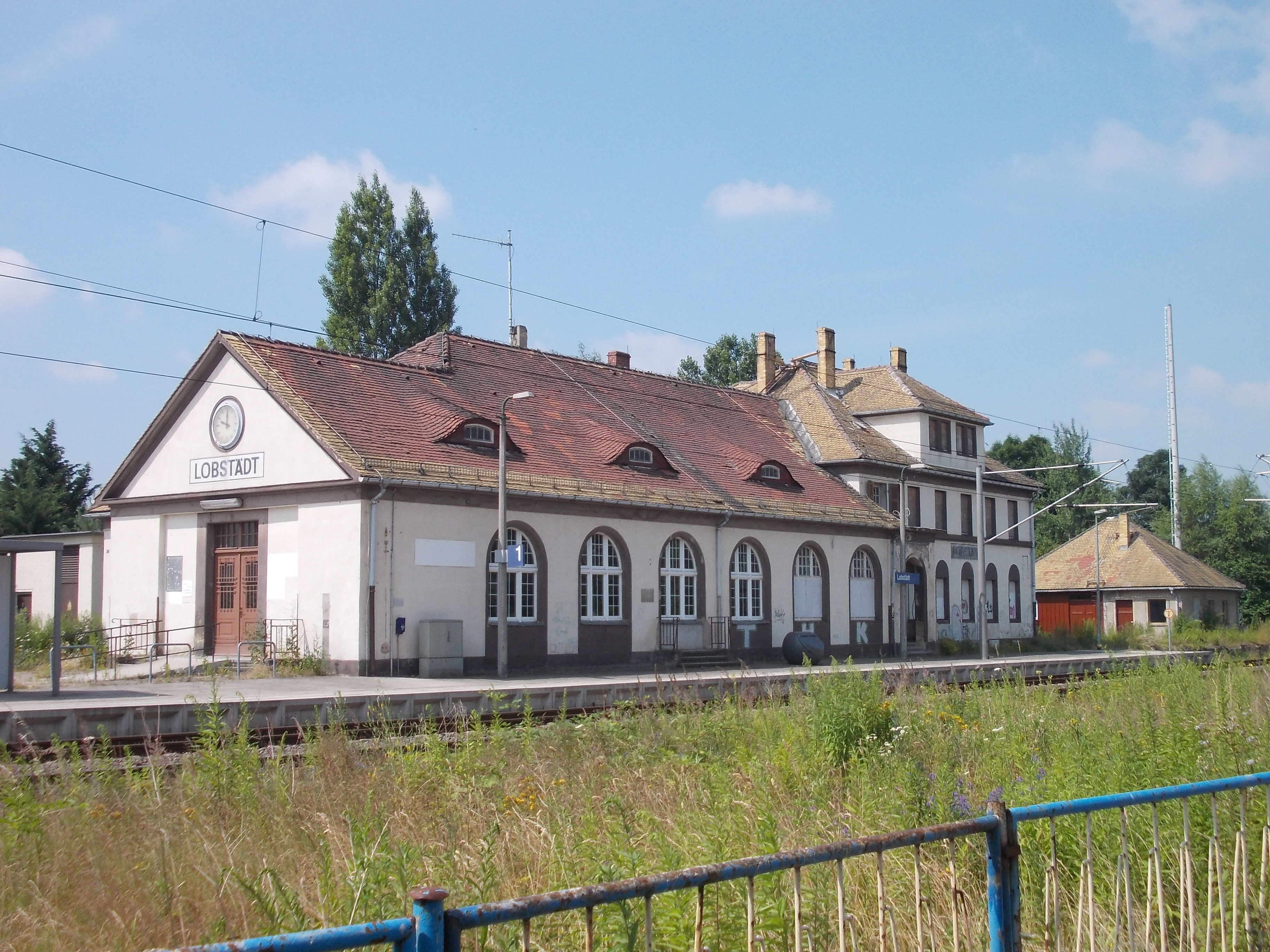
Bahnhof Lobstädt

Zunächst nur als Haltestelle Lobstädt an der privaten Strecke Kieritzsch–Borna eröffnet, wurde die Station später mehrfach erweitert. Zum Bahnhof wurde Lobstädt am 1. Mai 1905 erhoben. Durch den Braunkohlenbergbau erhielt der Bahnhof größere Bedeutung, da sich in Lobstädt mehrere Brikettfabriken befanden.
Bereits in den 1980er Jahren ging das Verkehrsaufkommen etwas zurück, ein großer Einbruch erfolgte in den 1990er Jahren, da alle Brikettfabriken schlossen. Seit dem 9. September 1999 ist Lobstädt nach dem Abbau aller Gleise mit Ausnahme der durchgehenden Hauptgleise und der Außerbetriebnahme beider Stellwerke nur noch ein Haltepunkt.
Der Hausbahnsteig hat eine Länge von 148,7 Metern bei einer Höhe von 380 Millimetern, der Außenbahnsteig dagegen ist mit einer Länge von 140 Metern und einer Höhe von 550 Millimetern bereits an die S-Bahn angepasst, jedoch vom Ort Lobstädt aus nicht auf direktem Wege stufenfrei erreichbar.
Borna (b Leipzig) ⊙

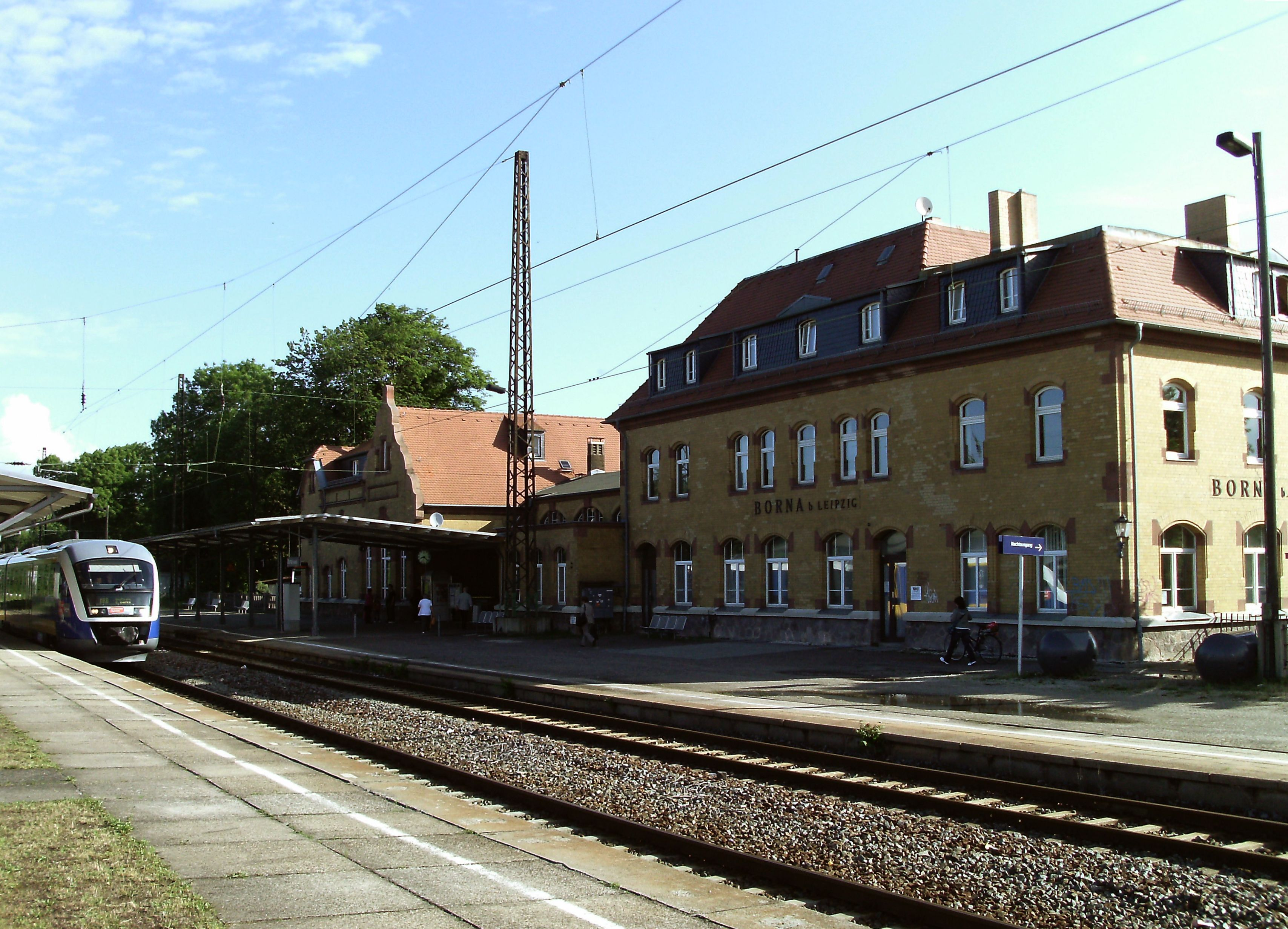
Neuer Bahnhof Borna, 2012

Der Bahnhof Borna (b Leipzig) als Endbahnhof der privaten Bahn wurde nahe dem Stadtzentrum errichtet. Durch den Braunkohlenabbau sowie die Streckenverlängerung bis Chemnitz stieg die Bedeutung des Bahnhofs immer mehr an. Schon bald war eine erneute Erweiterung am bisherigen Standort (nahe der Kreuzung zwischen der heutigen Bundesstraße 93 und Bundesstraße 176) nicht mehr möglich. Deshalb wurde 1903/04 südwestlich des alten Standorts ein vollkommen neuer Bahnhof am Stadtrand gebaut. Am 1. Oktober wurde dieser Bahnhof in Betrieb genommen, der alte Bahnhof diente fortan als Anschlussbahn noch dem Güterverkehr. Neben Anschlussbahnen zu verschiedenen Braunkohlentagebauen entstand auch eine Lokstation mit einem zweiständigen Heizhaus. Fortan waren hier verschiedene Rangierlokomotiven stationiert.
In den folgenden Jahrzehnten wuchs der Bahnhof weiter. Letzte größere Baumaßnahmen fanden in den 1930er Jahren mit dem Bau der Bahnstrecke Borna–Großbothen statt. Die Strecke zweigte zwar erst am Bahnhof Neukirchen-Wyhra aus, die Züge verkehrten aber von und bis Borna. Nach dem Ende des Zweiten Weltkriegs erfuhr der Bahnhof erneut eine Verkehrssteigerung, da kaum noch ausländische Brennstoffe zur Verfügung standen. Die Brikettfabrikation um Borna erreichte in den 1960er Jahren ihren Höhepunkt, täglich wurden mehr als zehn Ganzzüge mit Briketts oder Rohbraunkohle abgefahren. Mit der Elektrifizierung des Abschnittes Leipzig–Borna wurde der Bahnhof zudem Lokwechselstation.
Nach 1989/90 setzte ein rapider Niedergang des Bornaer Bahnhofs ein, noch in der ersten Hälfte der 1990er Jahre schlossen alle Brikettfabriken des Umlandes, somit brach der Güterverkehr fast vollständig zusammen. Heute findet kein Güterverkehr mehr statt, auch wurden die Gleisanlagen stark zurückgebaut. Einzig das Empfangsgebäude wurde saniert. 2017 wurde der Lokschuppen abgebrochen, 2018 folgte der Güterboden. Die Deutsche Bahn plant die Errichtung einer Anlage, die zur nächtlichen Reinigung der S-Bahn-Triebwagen genutzt werden soll.
Der Bahnhof trug während seiner Betriebszeit schon fünf unterschiedliche Namen, im Einzelnen waren dies:
- bis 30. September 1901: Borna
- bis 30. Juni 1911: Borna bei Leipzig
- bis 21. Dezember 1933: Borna b Leipzig
- seit 22. Dezember 1933: Borna (b Leipzig)

DB Station&Service führt den Bahnhof seit 28. Mai 2000 als Bahnhof Borna (Leipzig), obwohl bahnamtlich keine Umbenennung erfolgte. Nach einem kompletten Umbau der Bahnhofsanlagen sind sämtliche Bahnsteige seit Oktober 2022 barrierefrei erreichbar.
Petergrube ⊙
Der Haltepunkt Petergrube wurde am 1. Dezember 1950 eröffnet. Die Station entstand vor allem für den Berufsverkehr im Braunkohlebergbaugebiet. Eine namensgebende Ortschaft gibt es nicht, allerdings liegt Plateka (heute Teil von Borna) direkt nordöstlich vom Haltepunkt. Der auf der ortsabgewandten Seite liegende Bahnsteig besitzt eine Höhe von 320 Millimetern und eine Länge von nur 99 Metern, sodass keine Doppeltraktionen der S-Bahn-Triebwagen vom Typ Talent 2 halten können. Vor allem während der Bedienung durch die zwischen Halle und Leipzig stark frequentierten Linie S3 mussten die Züge aus Leipzig deshalb in Borna geteilt, beziehungsweise in der Gegenrichtung wieder vereinigt werden.
Neukirchen-Wyhra ⊙

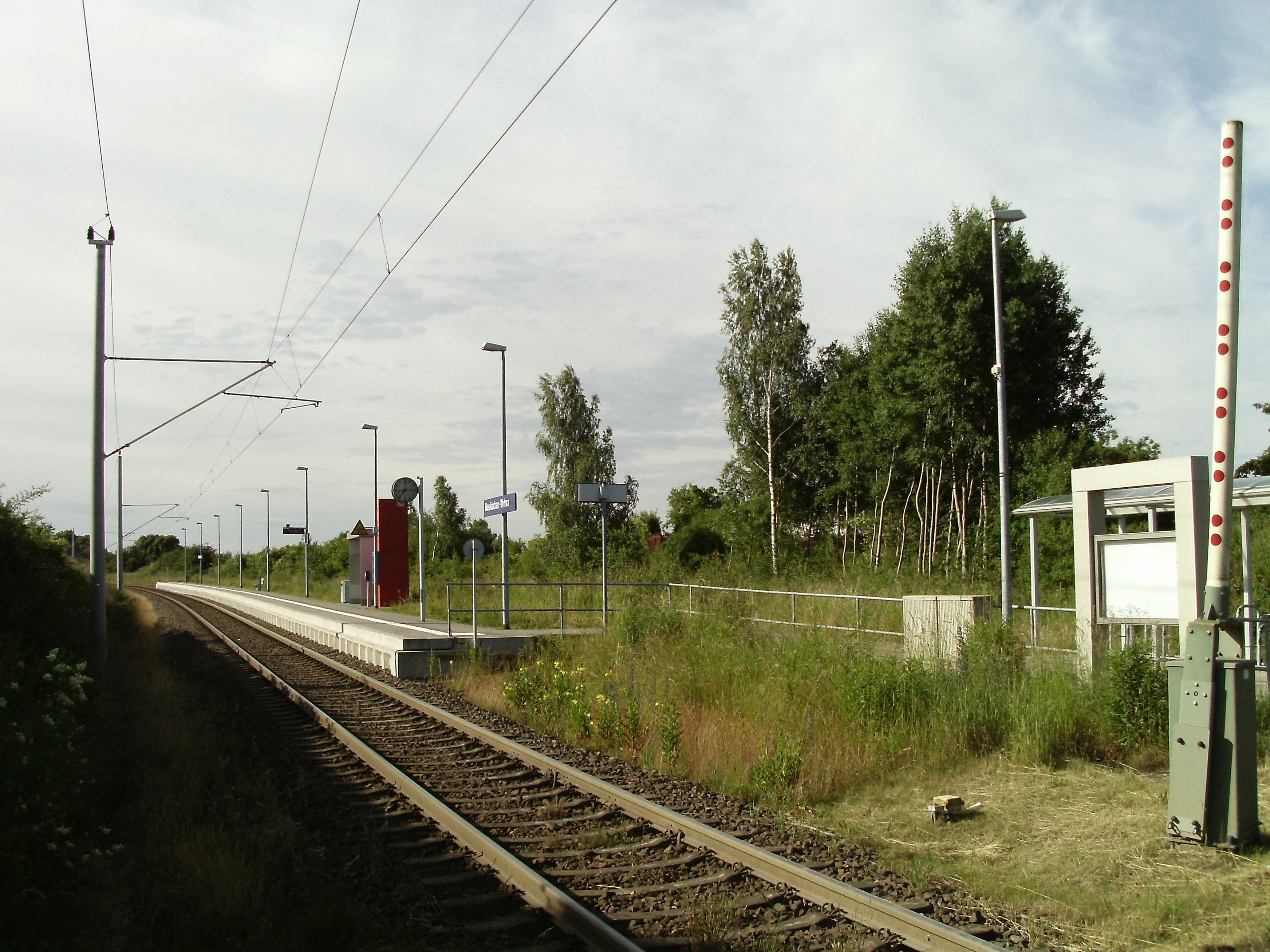
Haltepunkt Neukirchen-Wyhra (2012)

Die Station wurde am 1. Mai 1902 als Haltepunkt Neukirchen-Wyhra eröffnet; vorausgegangen waren langjährige Bemühungen der betroffenen Gemeinden. Etwas Bedeutung erlangte die Station 1937, als die hier abzweigende Bahnstrecke Borna–Großbothen eröffnet wurde. Der Haltepunkt wurde zwar zum Bahnhof erhoben und erhielt zwei mechanische Stellwerke der Bauform »Einheit« sowie zwei Außenbahnsteige, die Züge von und nach Großbothen begannen allerdings bereits in Borna. In diesem Zusammenhang wurde der Streckenabschnitt Borna–Neukirchen-Wyhra zweigleisig ausgebaut. Nach nur zehn Betriebsjahren wurde das zweite Streckengleis mit der »Querbahn« 1947 wieder abgebaut. Als der Braunkohleabbau südlich von Leipzig auch die Gegend südlich von Borna erfasste, entstand ein dichtes Werkbahnnetz. Davon zweigten mehrere Werkbahnen im Bahnhof Neukirchen-Wyhra ab. Heute ist die Station wieder ein Haltepunkt. Das Empfangsgebäude aus den 1930er Jahren, das das erste Bahnhofsgebäude aus der Anfangszeit ersetzte, ist noch vorhanden, wird aber anderweitig genutzt. Das Wärterstellwerk blieb noch einige Jahre als Schrankenposten für den Wegübergang Schönauer Straße in Betrieb. Der Bahnsteig wurde beim Neubau nach Norden in Richtung der alten Brikettfabrik verschoben. Er besitzt eine Länge von 140 Metern sowie eine Höhe von 550 Millimetern und ist vollständig barrierefrei.
Frohburg ⊙

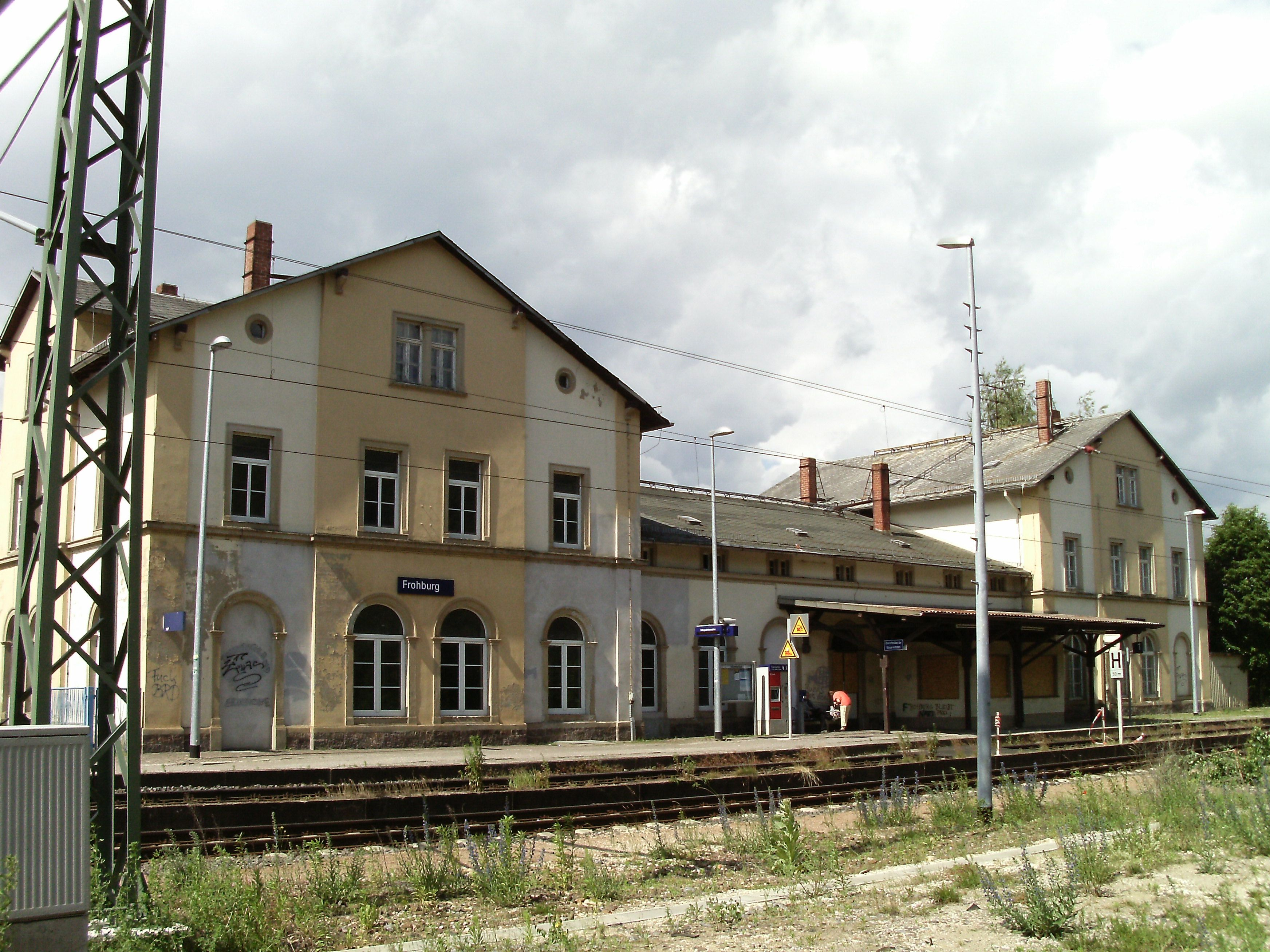
Empfangsgebäude des Bahnhofs Frohburg

Bis zur Eröffnung der Bahnstrecke Frohburg–Kohren im Jahr 1906 war der Bahnhof Frohburg ziemlich unbedeutend. Für die Strecke nach Kohren entstand südlich der bestehenden Anlagen ein neuer Bahnhofsteil. Das Empfangsgebäude besteht aus einem Mittelbau, dem sich zwei zweieinhalbgeschossige Seitenflügel anschließen, weiterhin wurden ein Güterschuppen, Lokbehandlungsanlagen, zwei Stellwerke und ein Wirtschaftsgebäude erbaut. 1980 wurden die beiden mechanischen Stellwerke durch ein Spurplanstellwerk der Bauform GS II Sp64b ersetzt. Im Zug der Ausbauarbeiten erhielt der Bahnhof Frohburg 2004 ein elektronisches Stellwerk L90. Das Empfangsgebäude, welches seit 2012 im Eigentum der Stadt ist, steht leer und befindet sich in bedauernswertem Zustand. Versuche der Stadtverwaltung, ein Nutzungskonzept zu finden oder das Gebäude wieder zu veräußern, sind bislang gescheitert.
Nachdem 1967 der Verkehr auf der Strecke nach Kohren-Sahlis eingestellt wurde, sank die Bedeutung des Bahnhofs wieder. Bis heute wurde der Bahnhof schrittweise auf zwei Gleise zurückgebaut, ein kurzes Reststück der Stichbahn nach Kohren-Sahlis wird noch als Anschlussgleis genutzt. Der Hausbahnsteig wurde barrierefrei ausgebaut und hat seitdem eine Länge von 145 Metern und eine Höhe von 550 Millimetern. Der noch vorhandene Zwischenbahnsteig wird für den Regelbetrieb nicht benötigt und besitzt keinen regulären Zugang.

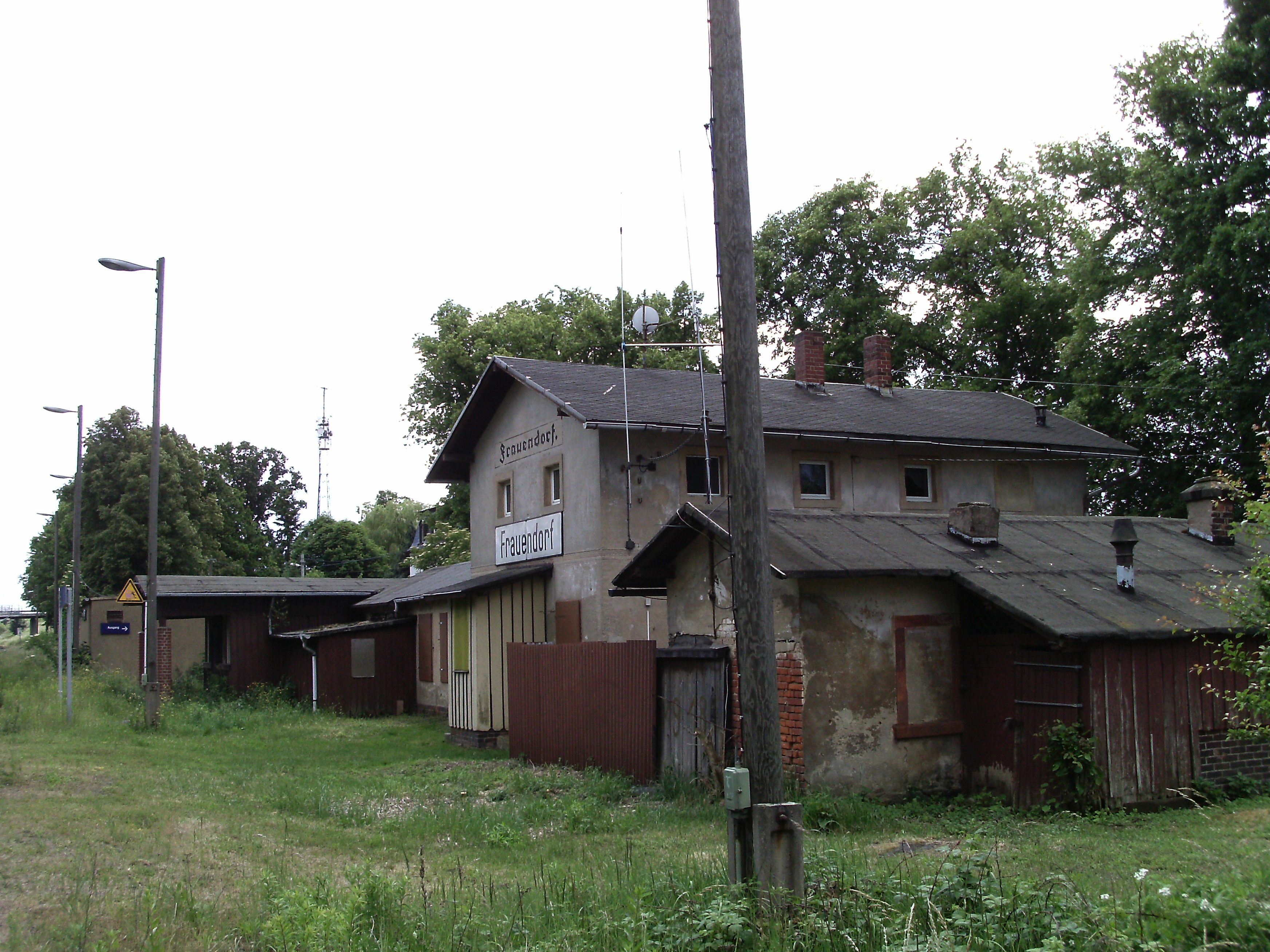
Empfangsgebäude des Bahnhofs Frauendorf, 2012

Frauendorf (Sachs) ⊙
Bei der Streckeneröffnung gab es zwischen Frohburg und Geithain keine weitere Station, allerdings beantragten die umliegenden Ortschaften recht bald eine Bahnstation. Der Haltepunkt Frauendorf wurde daher am 1. Juni 1876 eröffnet, 1878 wurde die Station in eine Haltestelle umgewandelt. Somit war fortan auch Güterverkehr möglich. Am 1. Mai 1905 wurde die Station zum Bahnhof erhoben, zu diesem Zeitpunkt bestand Frauendorf schon aus zwei Hauptgleisen mit zwei Bahnsteigen sowie zwei weiteren Gleisen mit den entsprechenden Güterverkehrsanlagen mit Ladestraße, Güterschuppen und einer kombinierten Kopf-/Seitenladerampe. Zudem diente Frauendorf auch als Kreuzungsstation, um zwischen Frohburg und Geithain eine höhere Durchlassfähigkeit zu erzielen, die nach Verkehrssteigerungen notwendig war.

Nach 1990 wurde der Bahnhof zunächst zum Haltepunkt zurückgebaut und 2004 ganz aufgelassen.
Geithain ⊙

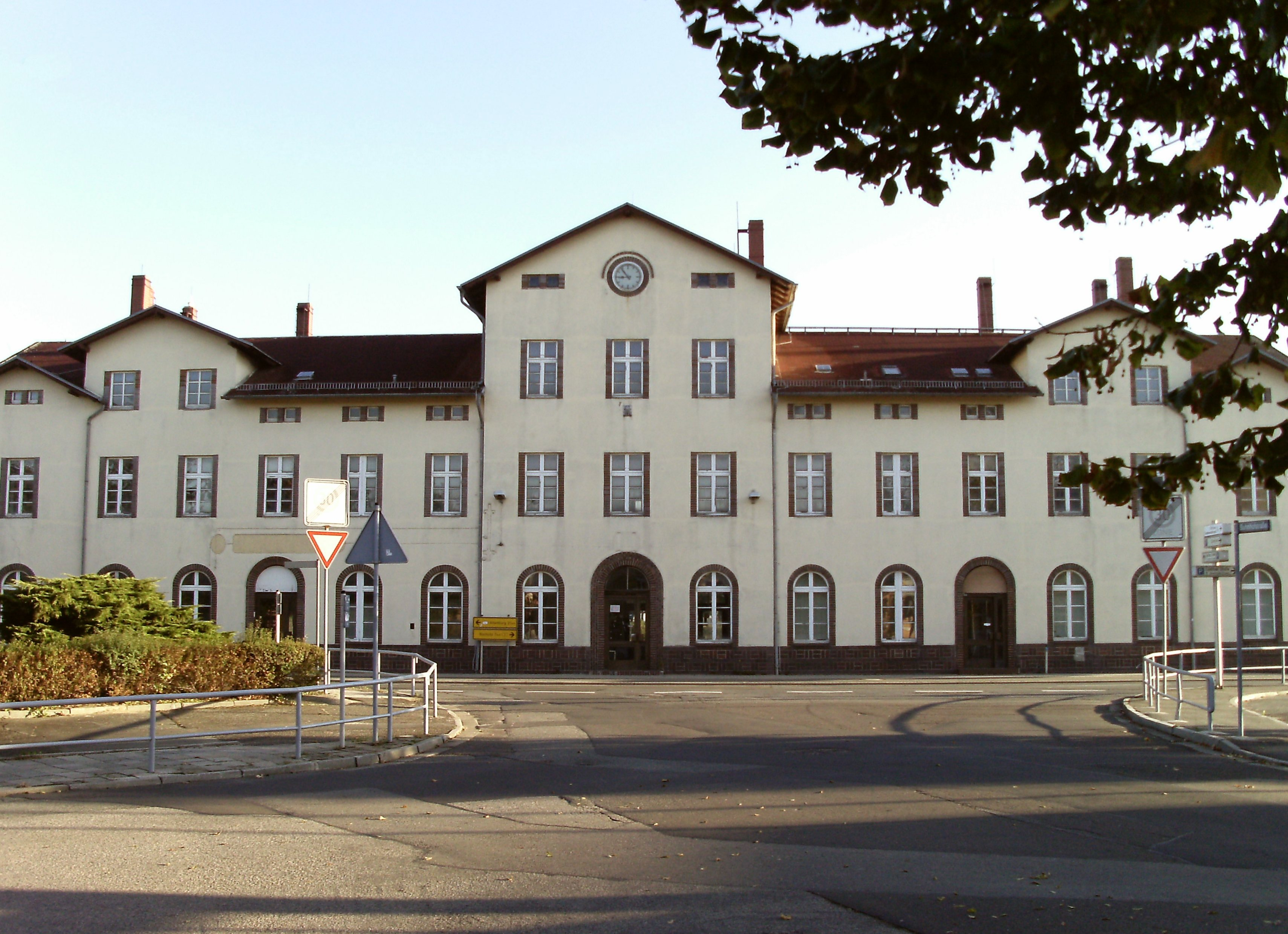
Empfangsgebäude des Bahnhofs Geithain, 2011

Zunächst nur Durchgangsbahnhof, wurde der Bahnhof Geithain vor Inbetriebnahme der 1887 eröffneten Bahnstrecke Leipzig–Geithain vollständig umgebaut. Zusätzlich entstand eine Lokstation. Auch im Güterverkehr hatte Geithain eine größere Bedeutung, da seit Ende des 19. Jahrhunderts große Mengen Baumaterial der naheliegenden Ziegeleien und Steinbrüche im Bahnhof verladen wurden. Im Bahnhof Geithain gab es zwei mechanische Stellwerke der Bauform Einheit. Mit dem Umbau erhielt der Bahnhof 2003 ein elektronisches Stellwerk der Bauform L90. Von Anfang an befand sich hier der Bedienplatz. Das Stellwerk steuert die Strecken Leipzig–Geithain ab Liebertwolkwitz und Neukieritzsch–Chemnitz zwischen Frohburg und Wittgensdorf ob Bf. Seit einer Erweiterung mit einem zweiten Fahrdienstleiterarbeitsplatz 2005 ist das seitdem »EStw Muldental« genannte Stellwerk auch für die Strecke Borsdorf–Coswig zwischen Beucha und Leisnig zuständig.
Das heutige Aussehen erhielt das Bahnhofsgelände ab 2002, als mit dem Streckenausbau Leipzig–Chemnitz große Teile des Bahnhofs zurückgebaut wurden. Die Personenverkehrsanlagen wurden komplett neu errichtet und barrierefrei zugänglich gemacht. Der Hausbahnsteig, der Außenbahnsteig der S-Bahn sowie der Inselbahnsteig besitzen eine Höhe von 550 Millimetern sowie eine Länge von mindestens 170 Metern.
Narsdorf ⊙

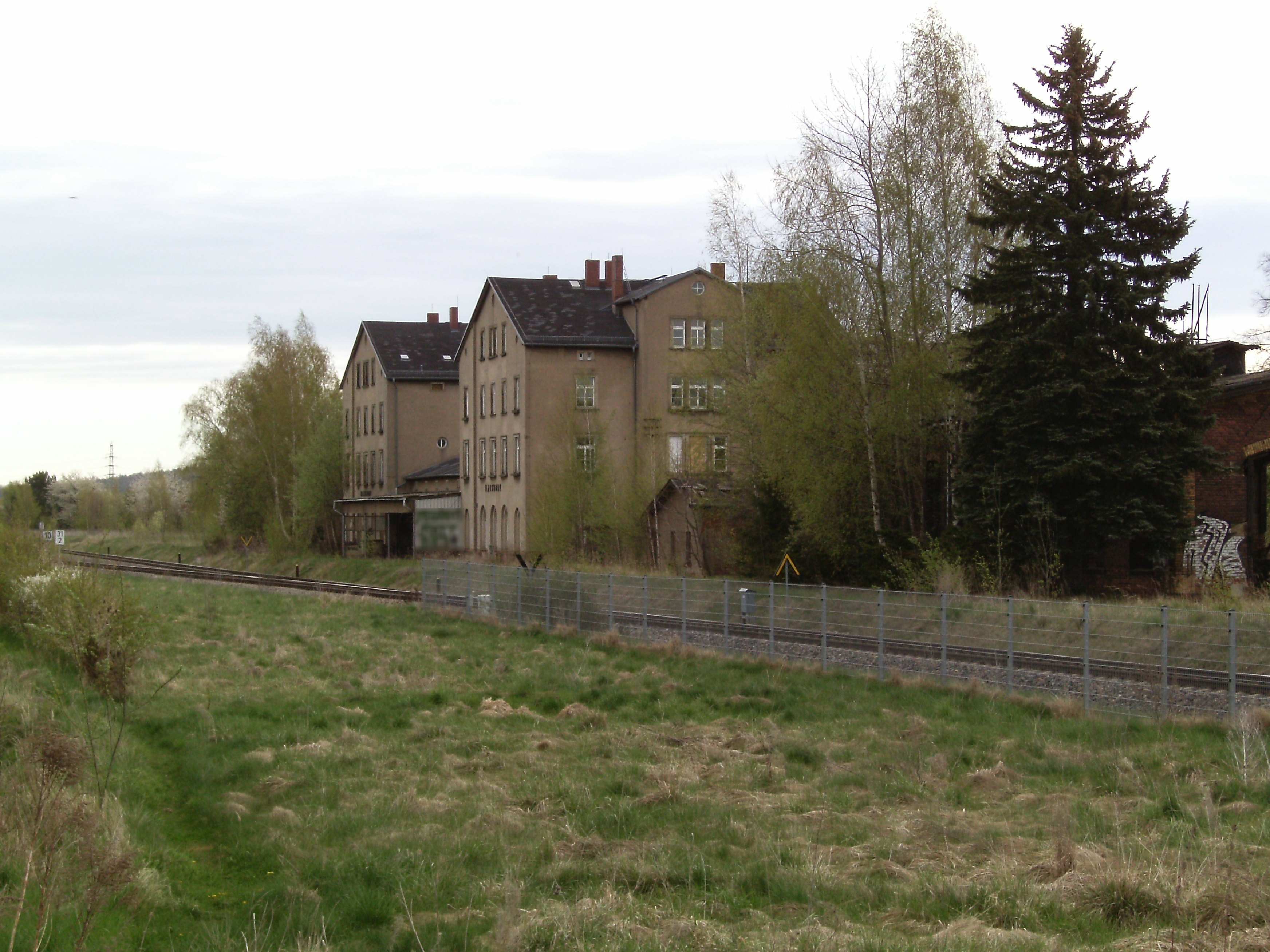
Bahnhof Narsdorf

Zunächst sollte eine Station auf der Obergräfenhainer Flur entstehen, allerdings verhinderte die Bevölkerung dies. Auch in Narsdorf stand man dem Bahnbau eher ablehnend gegenüber. Der am 8. April 1872 eröffnete Bahnhof Narsdorf befand sich deshalb auf der Flurgrenze zwischen Narsdorf und Dölitzsch. Da hier die Stichbahn nach Rochlitz beziehungsweise Penig abzweigte, hatte Narsdorf von Anfang an eine größere betriebliche Bedeutung. Auch die Züge der 1901 eröffneten Bahnstrecke Altenburg–Langenleuba-Oberhain wurden bis Narsdorf weitergeführt.
Nach den wirtschaftlichen Veränderungen bedingt durch die Wende 1989/90 sank die Bedeutung des Bahnhofs enorm. Auf den von Narsdorf ausgehenden Zweigbahnen wurde bis 2000 sämtlicher Verkehr eingestellt. Auch wurden fast alle Gleise restlos abgebaut, so dass Narsdorf heute nur noch ein Haltepunkt ist. Der 2004 eingerichtete zweigleisige Begegnungsabschnitt von Geithain endet im ehemaligen Bahnhofsbereich, der neue Bahnsteig liegt bereits im eingleisigen Abschnitt. Für die Überleitstelle gibt es ein eStw-A. Das Empfangsgebäude, das ehemalige Heizhaus und weitere Gebäude für den Güterverkehr stehen heute leer und verfallen zunehmend. Der neue Bahnsteig hat eine Höhe von 550 Millimetern sowie eine Länge von 170 Metern.
Etwa tausend Meter südlich vom Bahnhof Narsdorf lag das Bogendreieck Narsdorf mit einem mechanischen Stellwerk. Obwohl das Bogendreieck Fahrten von und nach Obergräfenhain in die Richtungen Chemnitz und Geithain ermöglichte, war nur die Narsdorfer Spitze von einem mechanischen Stellwerk aus fernbedienbar. Der nur selten für Umleitungen genutzte Schenkel Obergräfenhain–Burgstädt wurde lange als Abstellgleis für Güterwagen genutzt. Kurz nach der Stilllegung der Strecke in Richtung Langenleuba-Oberhain wurden die Weichen ausgebaut und das Stellwerk abgebrochen.
Cossen ⊙

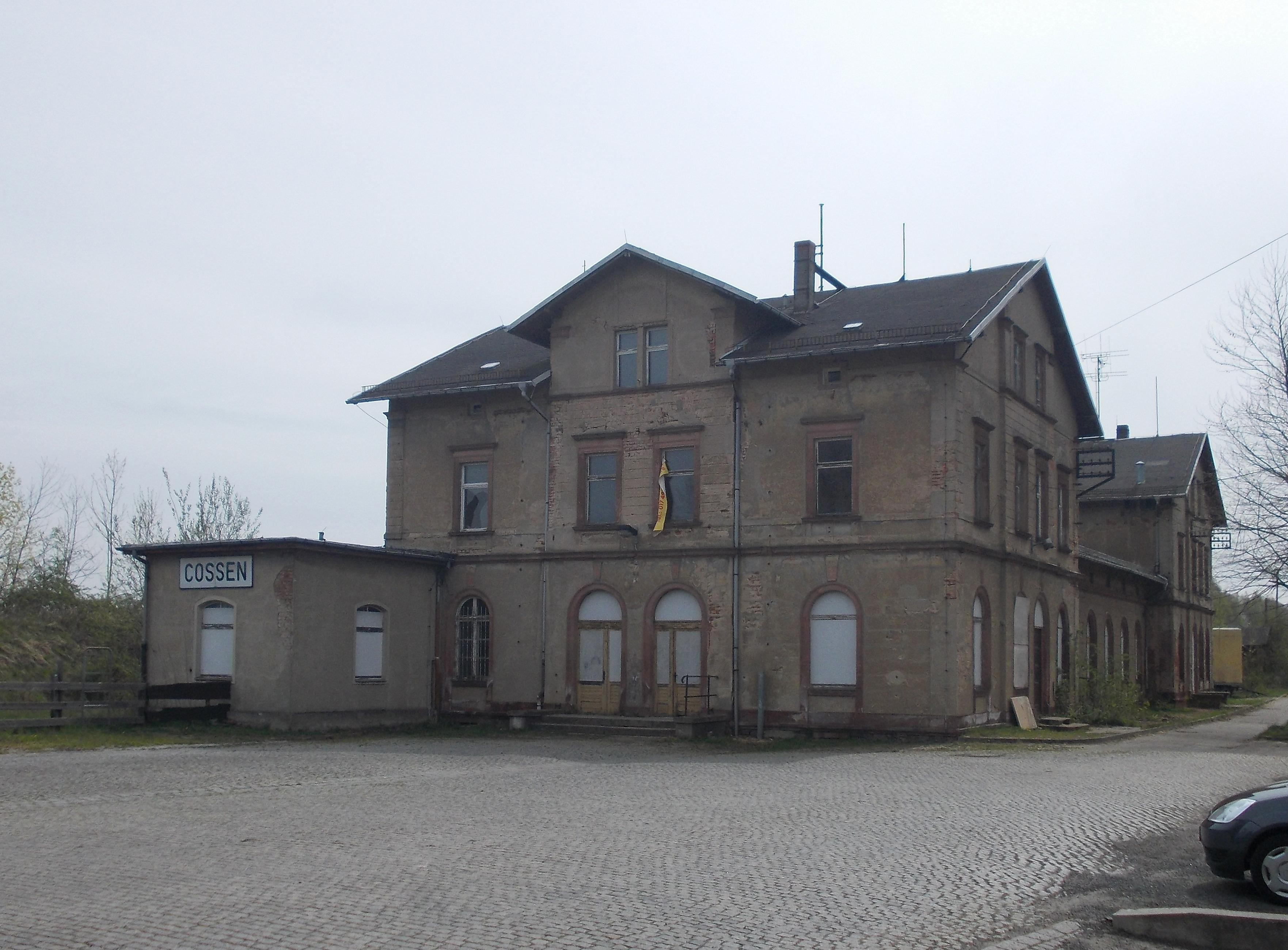
Bahnhof Cossen

Ausgestattet war der Bahnhof Cossen mit einem Empfangsgebäude, einem Wirtschaftsgebäude, einem Freiabtritt, einem Geräteschuppen, einem Wohnhaus und zwei mechanischen Stellwerken der Bauform Einheit. Ein Güterschuppen war nicht vorhanden, obwohl der Bahnhof vor allem im Güterverkehr Bedeutung hatte. Stattdessen gab es eine Laderampe und eine Ladestraße. Mehrere Sandgruben aus der Umgebung verluden hier Sand auf die Eisenbahn, antransportiert wurde dieser mittels Feldbahn und Luftseilbahn. Zeitweise hatte auch die Bahnmeisterei Chemnitz eine Außenstelle, als Fahrzeug war ein Kleinwagen vorhanden.
Die Stellwerke wurden in den 1980er Jahren nach und nach in nur noch ein Gleisbildstellwerk mit Lichtsignalen umtebaut, beginnend mit den Einfahrsignalen. Dabei konnte das Wärterstellwerk auf dem Südkopf aufgegeben werden. Mit dem Umbau der Strecke erhielt auch der Bahnhof Cossen 2004 ein EStw-A der Bauform L90.
Heute liegen im Bahnhof nur noch zwei Gleise, welche Güterzügen von und nach Chemnitz Küchwald zum Kreuzen von Reisezügen dienen; der Personenverkehr wurde am 4. April 2005 eingestellt. Die Gebäude stehen heute größtenteils leer.
Burgstädt ⊙
Das Empfangsgebäude des Bahnhofs Burgstädt war anfangs baugleich mit denen in Cossen und Frohburg, auch der Bahnhof Limbach erhielt ein gleichartiges Gebäude. 1910 erhielt das Gebäude einen Anbau, dessen Bauform sogar Anlass eines Gerichtsverfahrens wurde. Die Station gehörte von Anfang an zu den wichtigsten Zwischenstationen der Bahnstrecke. So wurden beispielsweise um 1900 jährlich rund eine halbe Million Personen abgefertigt. Seit 1912 war Burgstädt zudem Schnellzughalt. Auch im Güterverkehr hatte die Station erhebliche Bedeutung, neben mehreren Anschlüssen gehörten ein Güterschuppen, zwei Stellwerke, zwei Ladestraßen und zwei Rampen (eine Kopframpe und eine Seitenrampe) zu den vorhandenen Anlagen. Für Rangieraufgaben stand seit den 1930er Jahren eine Kleinlok zur Verfügung, die auch die Bahnhöfe Cossen und Wittgensdorf ob Bf mit Übergabefahrten bediente. Das Fahrzeug wurde im Sommer 1991 vom Bahnhof abgezogen.
Ein Busbahnhof auf dem Bahnhofsvorplatz entstand 2003, nachdem zuvor das noch aus der Anfangszeit stammende Empfangsgebäude abgerissen worden war. Auch die Gleisanlagen wurden erheblich reduziert, von den ursprünglich acht Gleisen, davon drei Hauptgleisen, sind nur noch das durchgehende Haupt- und ein in Richtung Chemnitz angeschlossenes Stumpfgleis vorhanden. Am durchgehenden Hauptgleis befindet sich ein 550 Millimeter hoher sowie 170 Meter langer Bahnsteig, am Stumpfgleis der in Burgstädt endenden City-Bahn ein ebenso hoher, 80 Meter langer Bahnsteig. Beide sind stufenfrei erreichbar.

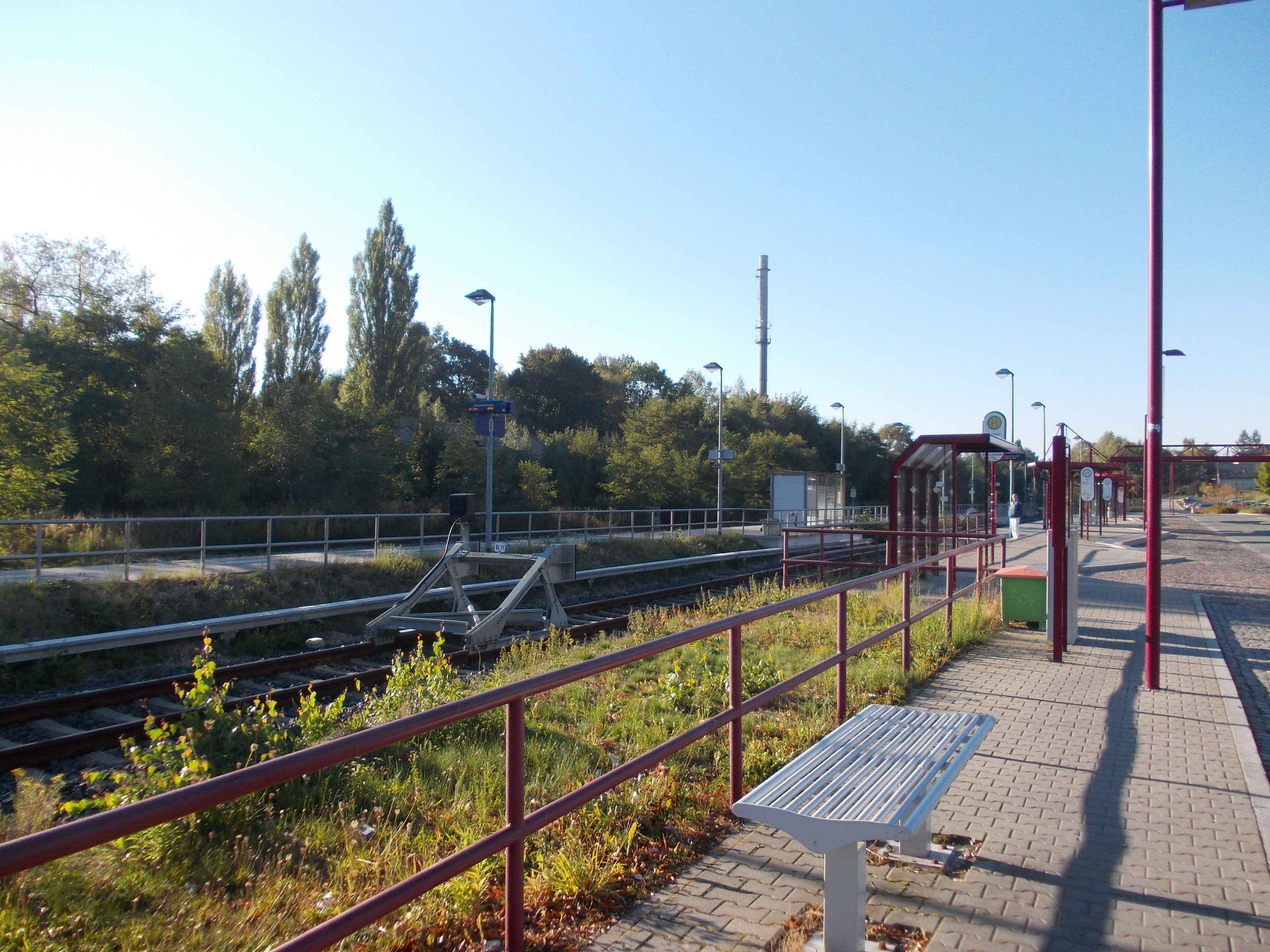
Bahnhof Burgstädt
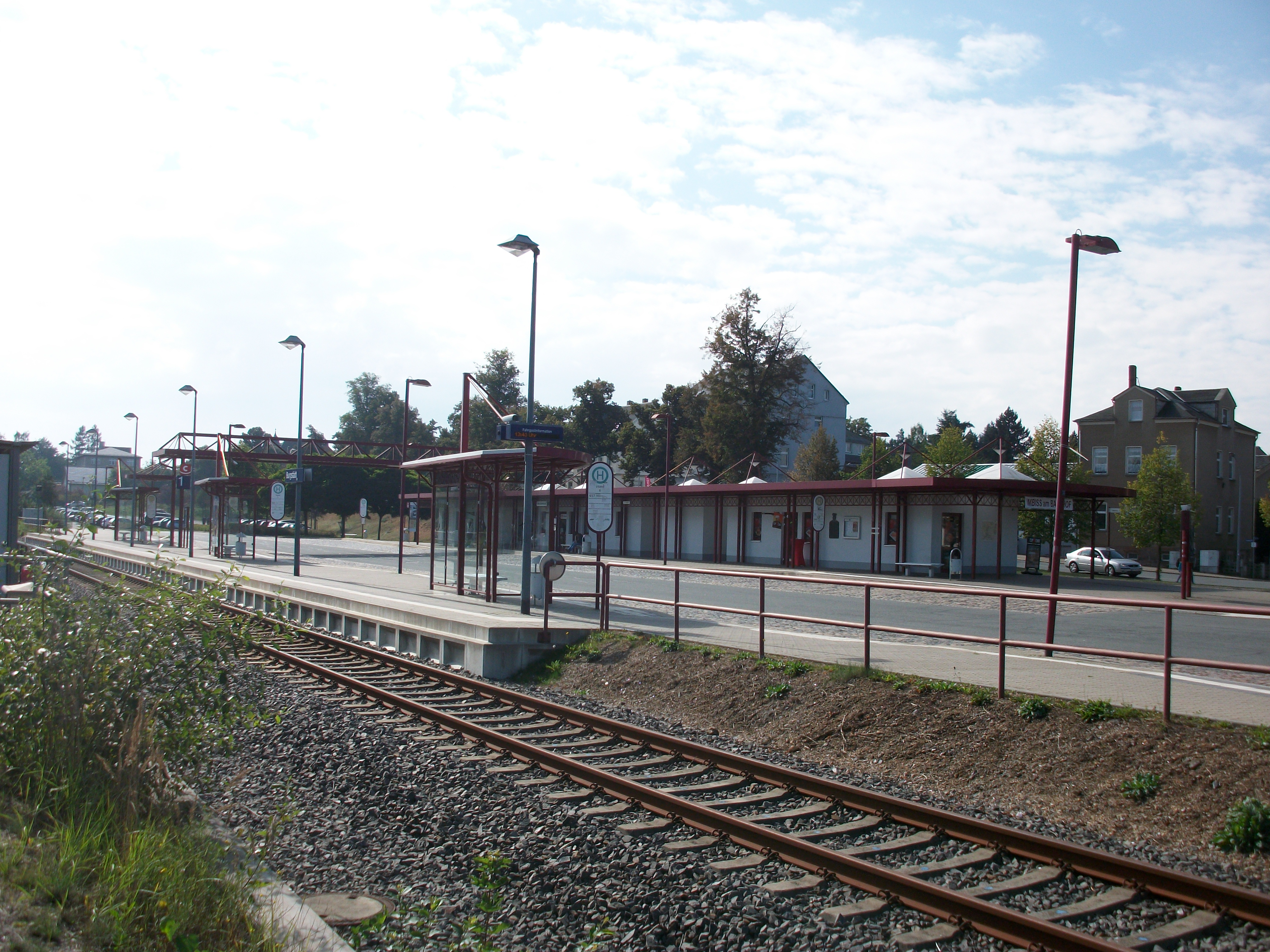
Bahnhof und Busbahnhof Burgstädt (2016)

Wittgensdorf ob Bf ⊙
Wittgensdorf ob Bf wurde am 8. April 1872 als Bahnhof Wittgensdorf eröffnet. Da hier seit der Eröffnung des Bahnhofs die Stichbahn nach Limbach abzweigte, gehörte Wittgensdorf oberer Bahnhof von Anfang an zu den wichtigen Betriebsstellen. Bedeutend war in der Anfangszeit auch der Güterverkehr, da dieser Bahnhof für zahlreiche Fabriken aus dem Chemnitztal der nächstliegende Bahnhalt war. Nachdem 1902 die Bahnstrecke Wechselburg–Küchwald eröffnet wurde, ging der Güterverkehr erheblich zurück, da die Gemeinde Wittgensdorf nun mit Unterwittgensdorf einen zweiten Bahnhof an jener Strecke erhielt, der für die Fabriken wesentlich günstiger lag. 1927 erfolgte die Umbenennung dieser beiden Bahnhöfe von Wittgensdorf in Wittgensdorf ob Bf und Unterwittgensdorf in Wittgensdorf unt Bf. Ab Wittgensdorf ob Bf ist die Strecke wieder zweigleisig. Bis 2004 gab es hier zwei elektromechanische Stellwerke mit Lichtsignalen, sie wurden von einem EStw-A der Bauform L90 abgelöst.
Der Verkehr auf der Strecke nach Limbach-Oberfrohna wurde 2001 eingestellt. Die Station hat trotzdem noch eine betriebliche Bedeutung, da ein kurzes Teilstück bis zu einem Tanklager in Hartmannsdorf (bei Chemnitz) regelmäßig bedient wird. Es wird zudem für den Transport von Transformatoren zum Umspannwerk des Netzbetreibers 50Hertz genutzt. Seit 2005 ist dieser Anschluss ein Nebengleis des Bahnhofs. Der Güterschuppen wurde im November 2012 abgerissen. Das streckenrechts gelegene Empfangsgebäude steht seit vielen Jahren leer.

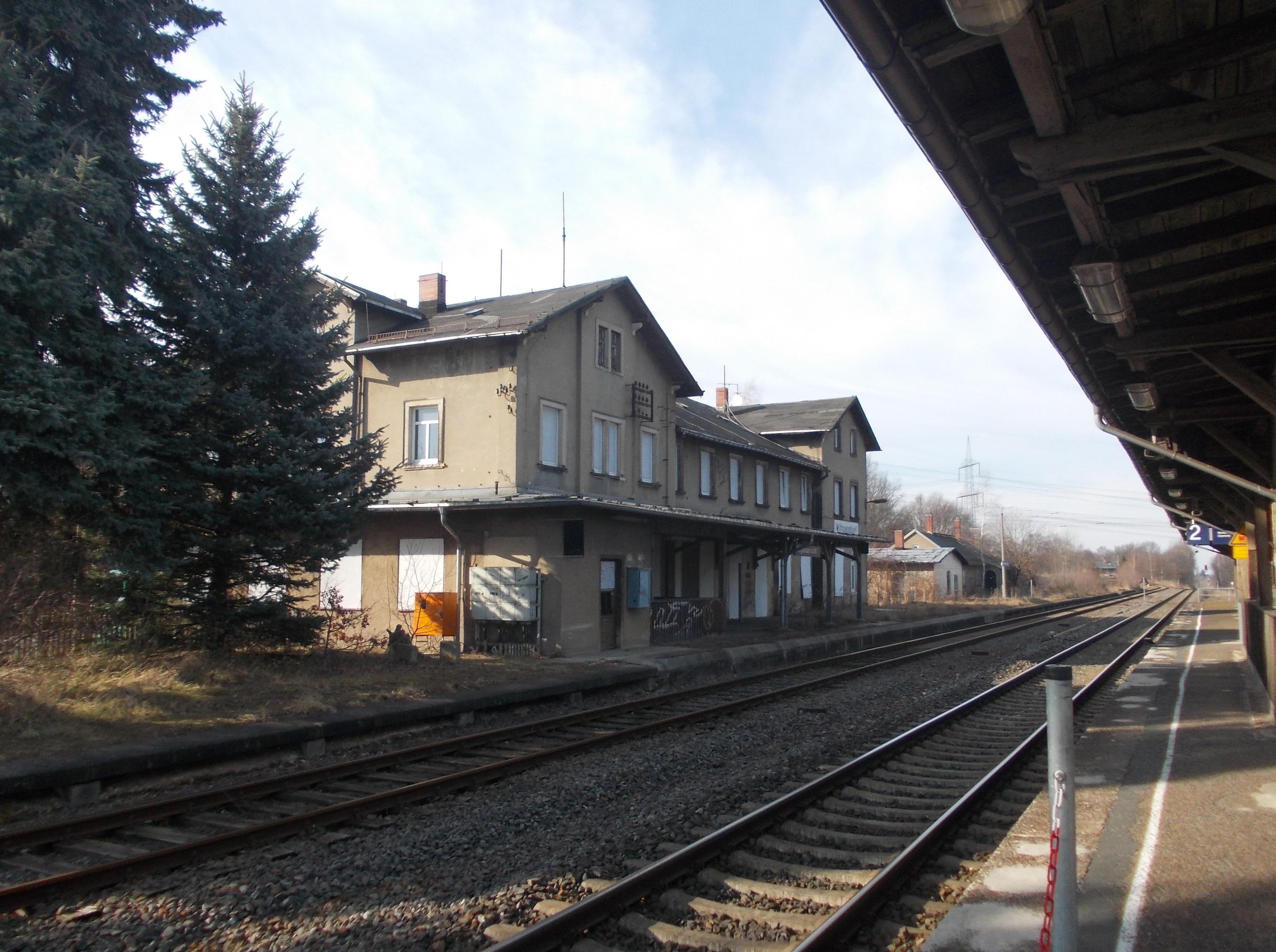
Wittgensdorf ob Bf (2015)
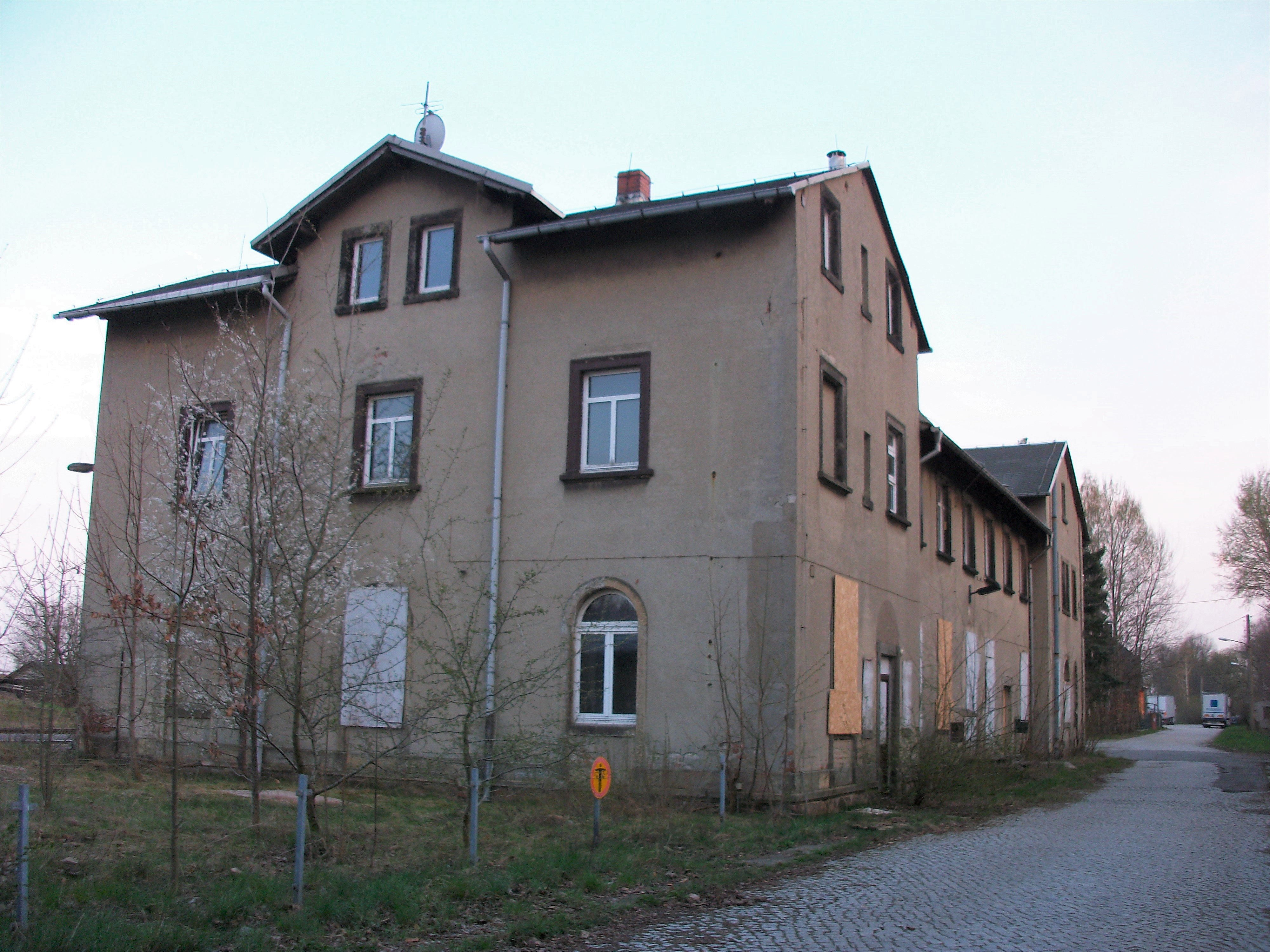
Wittgensdorf ob Bf, Ehemaliges Empfangsgebäude am alten Standort (2019)
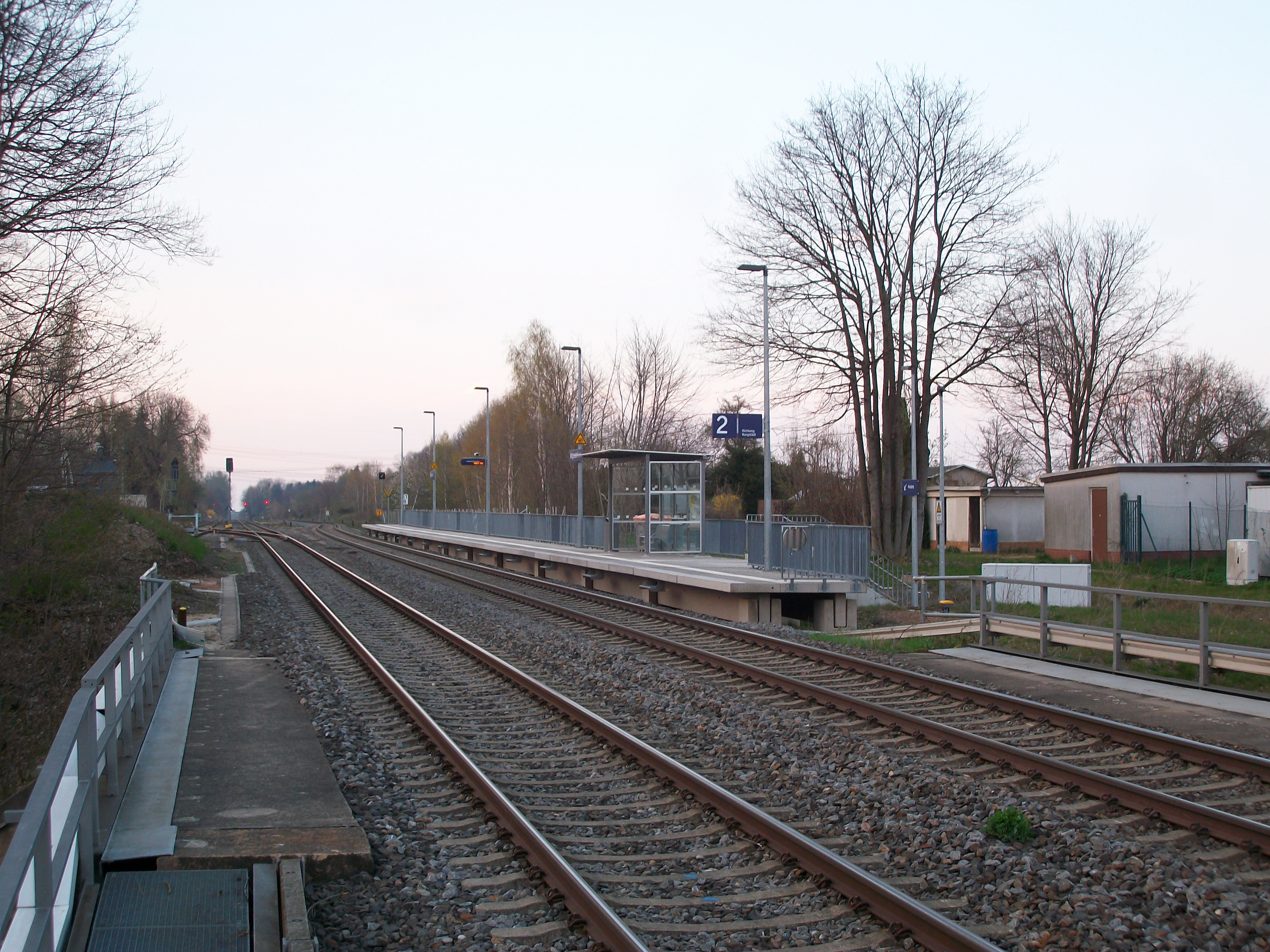
Wittgensdorf ob Bf, neuer Haltepunkt seit 2017 (2019)

Der ehemalige 30 Zentimeter hohe Inselbahnsteig zwischen den beiden durchgehenden Hauptgleisen war ursprünglich mittels einer Unterführung erreichbar, die jedoch 2010 wegen erheblichem Sanierungsbedarf verfüllt wurde. Als Ersatz wurde ein höhengleicher Zugang angelegt, der von einer örtlichen Aufsicht überwacht und gesperrt werden musste. Deswegen beabsichtigte die DB Station&Service, die Verkehrsstation Wittgensdorf ob Bf zu verlegen. Im Herbst 2017 begannen die Bauarbeiten für zwei ortsnäher gelegene, 550 Millimeter hohe Außenbahnsteige in Betonfertigteilbauweise, die von der Oberen Hauptstraße über Treppen neben der Eisenbahnüberführung erreichbar sind. Barrierefreie Zugänge mittels Rampen oder Aufzügen wurden von der DB Station&Service wegen zu geringer Reisendenzahlen nicht errichtet. Die neuen Bahnsteige wurden am 15. Dezember 2017 in Betrieb genommen, der Rückbau des bisherigen Mittelbahnsteigs begann bereits kurz zuvor.
Wittgensdorf Mitte ⊙

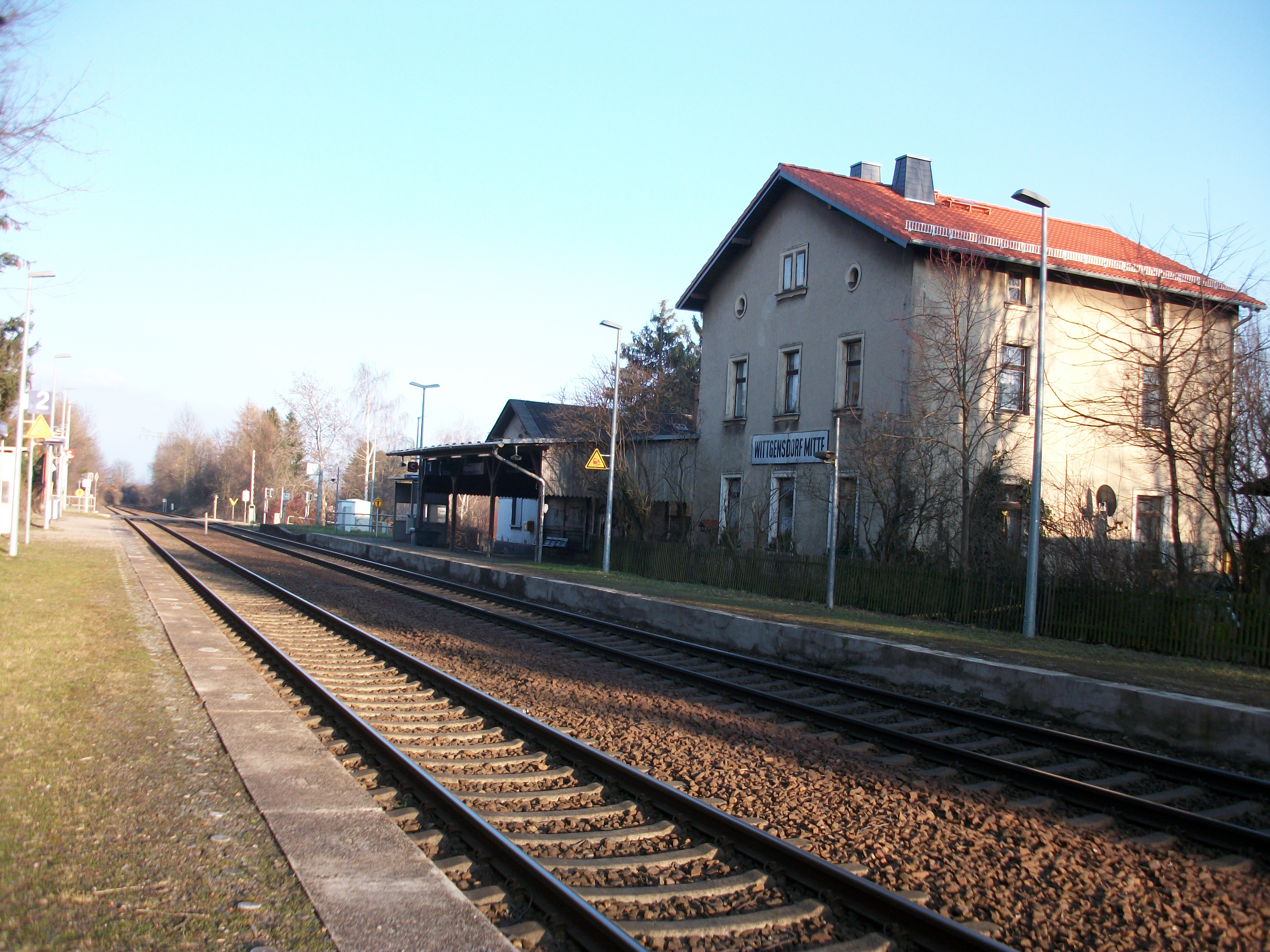
Bahnhof Wittgensdorf Mitte (2016)

Der Haltepunkt Wittgensdorf Mitte besteht aus zwei Außenbahnsteigen, welche lediglich eine Höhe von 300 Millimetern besitzen. Am Bahnsteig Richtung Chemnitz steht ein kleines massives Empfangsgebäude mit angebauter hölzerner Wartehalle, in Gegenrichtung gibt es nur eine hölzerne Wartehalle.
Der Haltepunkt trug während seiner Betriebszeit schon drei unterschiedliche Namen, im Einzelnen waren dies:
- bis 30. April 1898: Haltepunkt Bahrmühle
- bis 1. Oktober 1927: Haltepunkt Mittelwittgensdorf
- seit 2. Oktober 1927: Haltepunkt Wittgensdorf Mitte

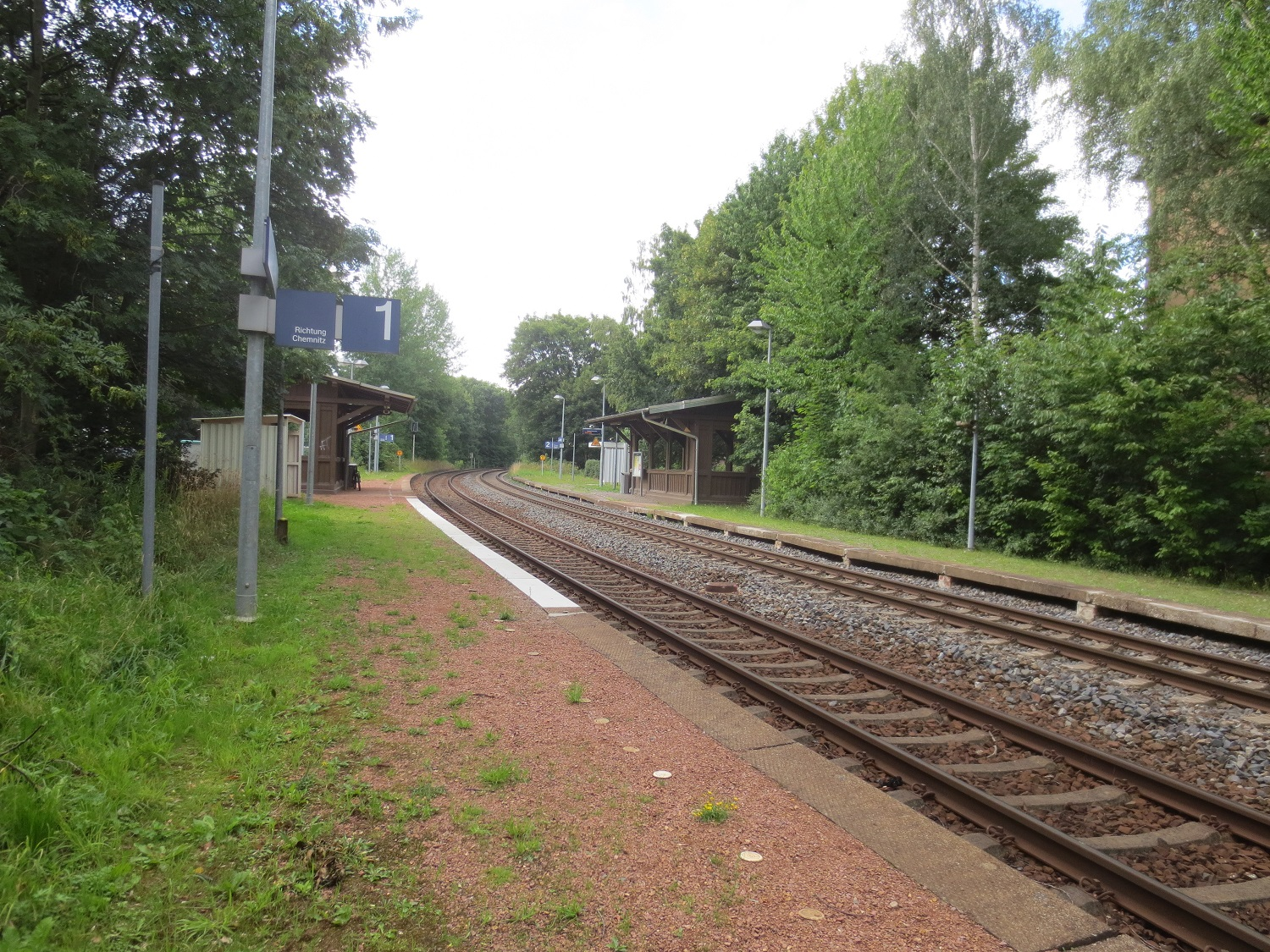
Haltepunkt Chemnitz-Borna

Chemnitz-Borna Hp ⊙
Der Haltepunkt wurde am 15. Juli 1901 eröffnet, heute halten hier nur noch die Züge der City-Bahn Chemnitz. Die beiden 320 Millimeter hohen Außenbahnsteige sind über die Sandstraße in Chemnitz-Borna erreichbar. Zwischen 1903 und 2004 bestand wenige hundert Meter südwestlich des Haltepunkts Chemnitz-Borna in der Straße Abendleite die für den Güterverkehr genutzte Station Chemnitz-Borna Ldst an der Bahnstrecke Küchwald–Obergrüna. Der Haltepunkt trug während seiner Betriebszeit schon vier unterschiedliche Namen, im Einzelnen waren dies:
- bis 30. Juni 1911: Borna bei Chemnitz Haltepunkt
- bis 25. Juli 1913: Borna b Chemnitz Hp
- bis 9. Mai 1953: Chemnitz-Borna Hp
- bis 29. Mai 1990: Karl-Marx-Stadt-Borna Hp
- seit 30. Mai 1990: Chemnitz-Borna Hp

Chemnitz Küchwald ⊙

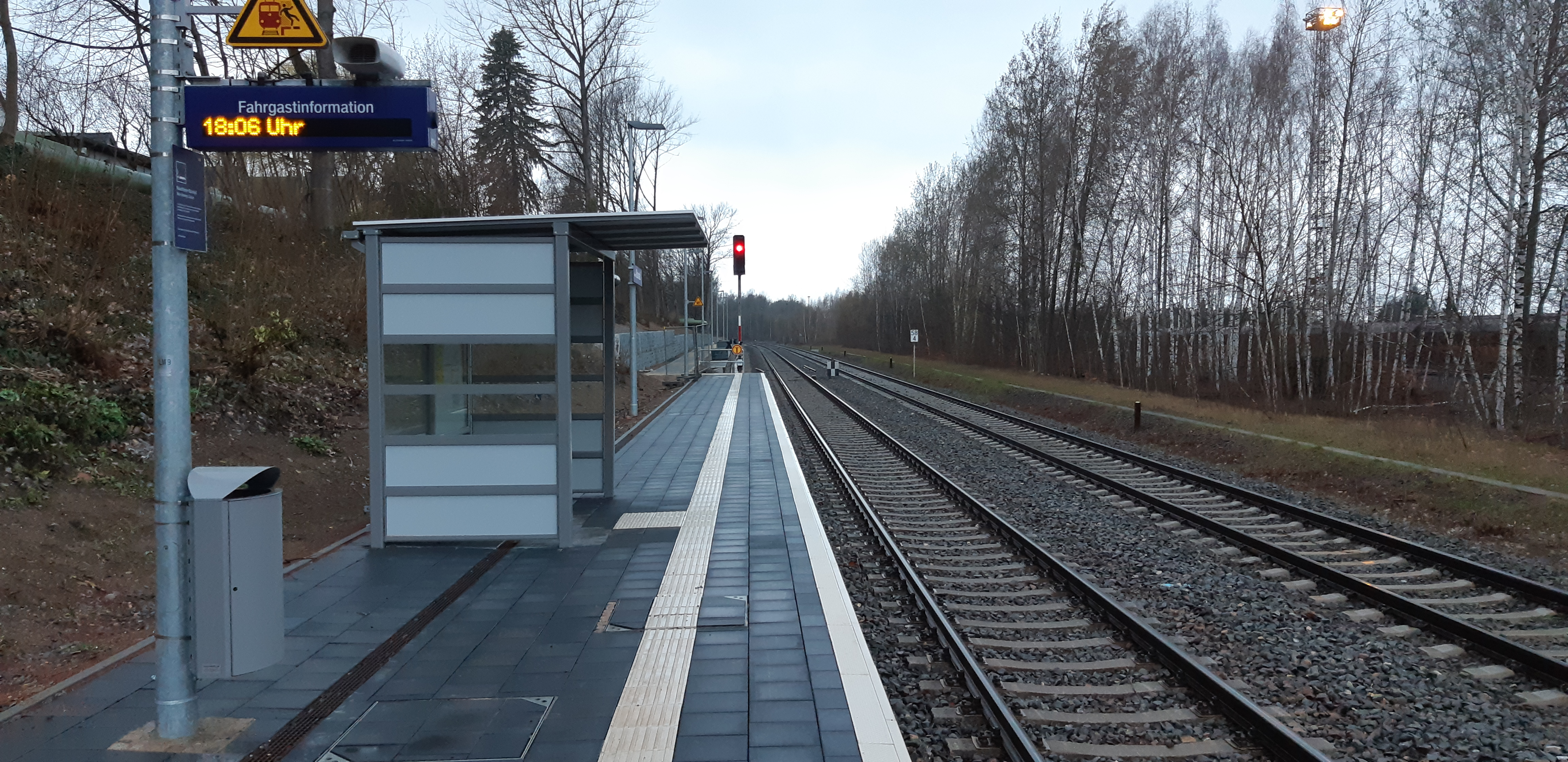
Bahnhof Chemnitz Küchwald

In den 1880er Jahren waren die vorhandenen Bahnstationen in Chemnitz für den stark angewachsenen Güterverkehr nicht mehr ausreichend. Neben einem dringend notwendigen Eisenbahnanschluss der zahlreichen Industriebetriebe im Norden der Stadt fehlte auch ein leistungsfähiger Rangierbahnhof. Erst plante man einen Rangierbahnhof ungefähr auf dem Gelände des heutigen Bahnhofes Chemnitz Küchwald. Zwar stand dort ausreichend Bauland zur Verfügung, allerdings hätte der Bahnhof abseits der Hauptverkehrsrichtung Dresden–Zwickau–Reichenbach gelegen. Als neuer Standort wurde deshalb das ansteigende Areal südlich des Werkstättenbahnhofs gewählt. Die Strecke Kieritzsch–Chemnitz erhielt ebenso wie die Strecke Riesa–Chemnitz eine direkte Verbindungsstrecke zum neu zu bauenden Bahnhof Hilbersdorf. An der Ausmündung dieser Verbindungsstrecke wurde Küchwald Zweigstelle eingerichtet, 1902 wurde der Bahnhof zusammen mit dem Rangierbahnhof und der Verbindungsbahn eröffnet. Auch die Züge der 1902 eröffneten Bahnstrecke Wechselburg–Küchwald nutzten ab hier die Gleise der Strecke Kieritzsch-Chemnitz bis zum Hauptbahnhof.
Bald wurde der Bahnhof erweitert, da 1903 die Industriebahn Küchwald–Obergrüna hier ihren Ausgangspunkt hatte und sich in der Umgebung weitere Fabriken ansiedelten. Teilweise übernahm Küchwald auch Zugbildungsaufgaben.
Seit 1990 ist der Verkehr stark zurückgegangen. Die Strecke im Chemnitztal wurde 2002, die Strecke nach Grüna 2004 stillgelegt, lediglich das Heizkraftwerk Chemnitz-Nord wird noch von hier aus bedient.

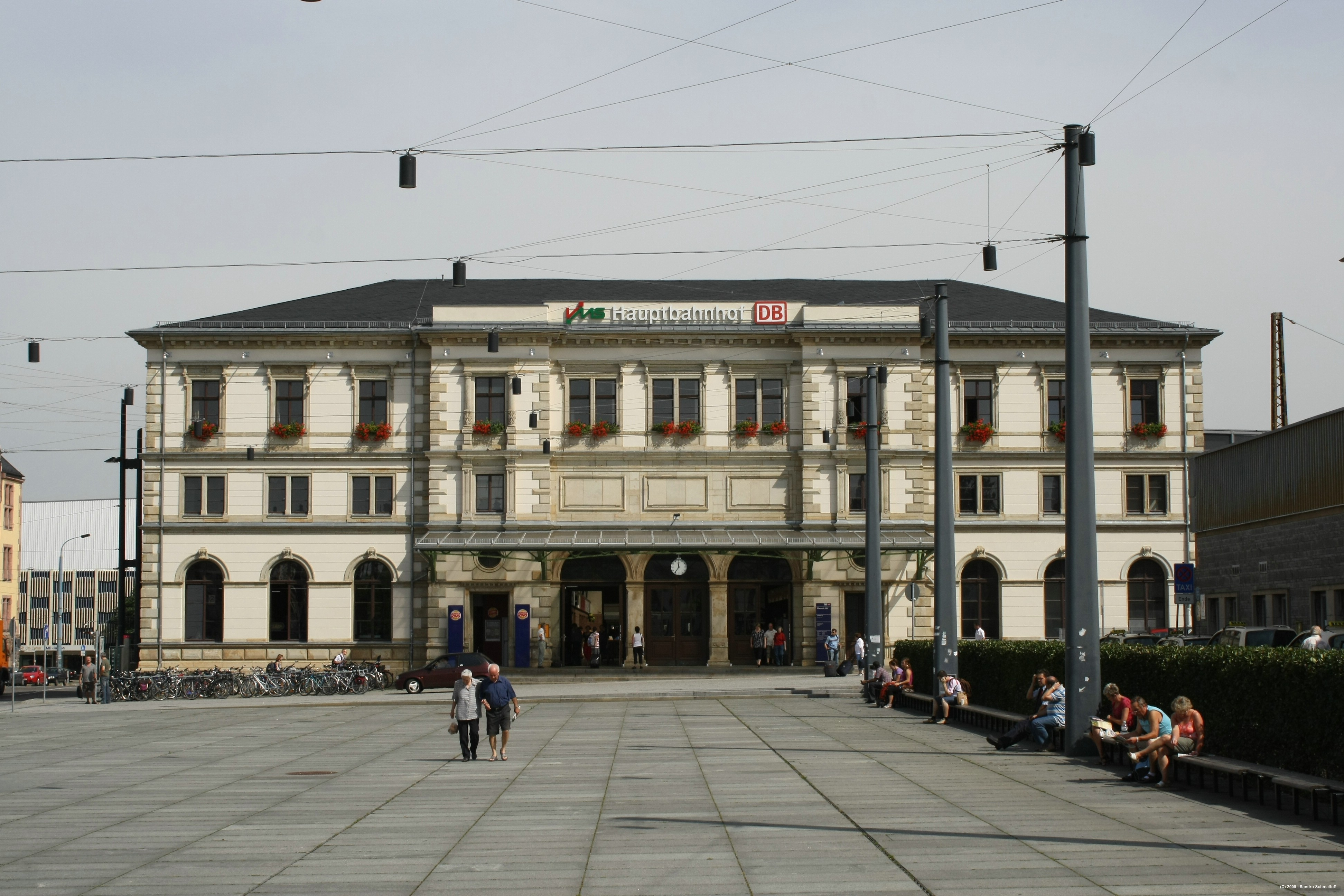
Chemnitz Hauptbahnhof (2009)

Am 5. Dezember 2018 wurde für den Personenverkehr ein 550 mm hoher und 90 m langer Außenbahnsteig am streckenrechten Gleis in Betrieb genommen und der Bahnhof von Küchwald in Chemnitz Küchwald umbenannt.
Chemnitz Hbf ⊙

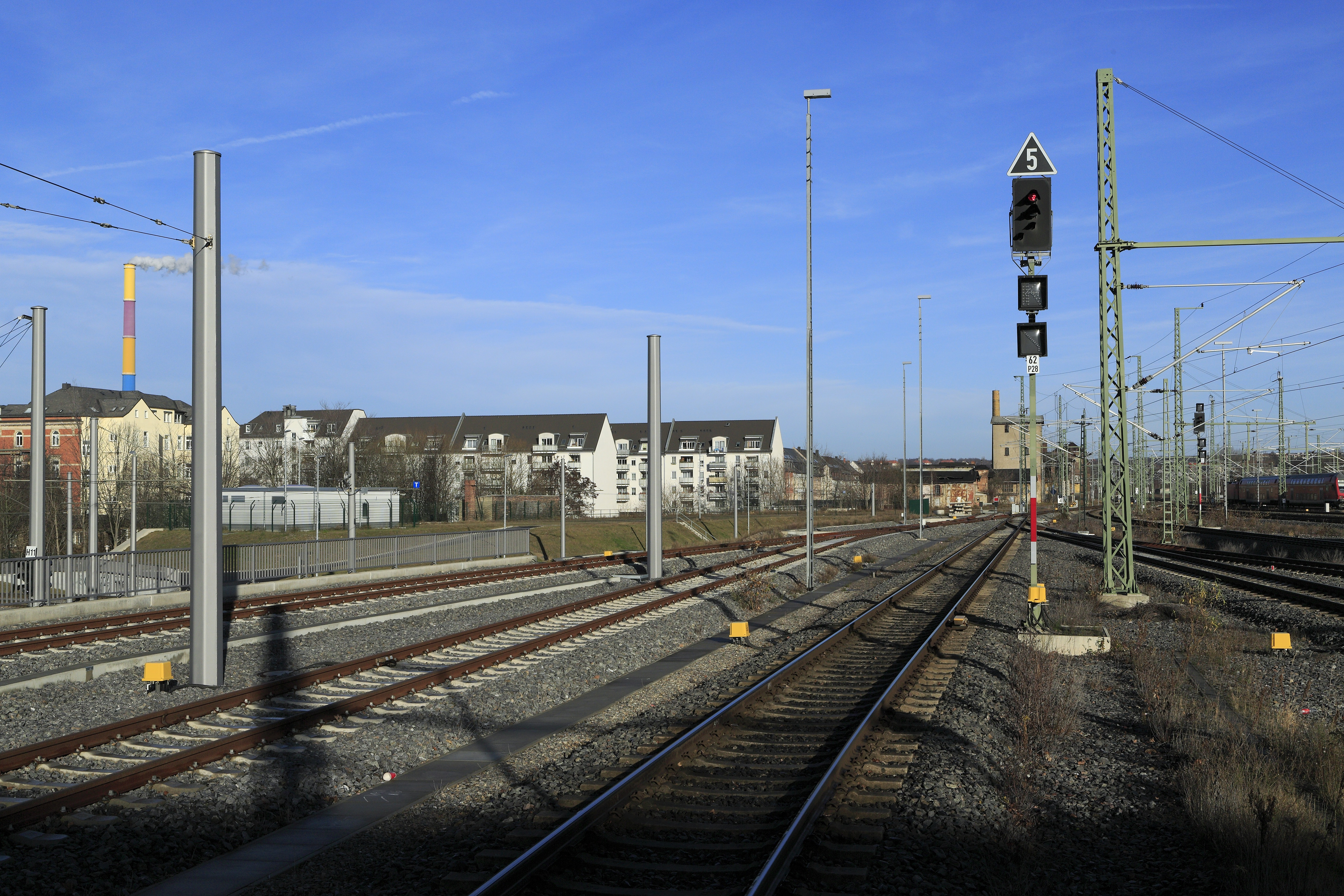
Bf Chemnitz Hbf vom Bahnsteig 5 Richtung Norden. In Bildmitte liegt das Gleis 28 für die RE von und nach Leipzig, links daneben die Übergangsgleise 30 und 32 ins Straßenbahnnetz

Der heutige Chemnitzer Hauptbahnhof entstand 1852 als Endpunkt der Bahnstrecke Riesa–Chemnitz. Mit dem Bau der Strecken Chemnitz–Zwickau (1858), Chemnitz–Annaberg (1866), Borna–Chemnitz und Chemnitz–Adorf (1875) wurde er zu einem der wichtigsten sächsischen Eisenbahnknoten. Neben der Geltung im Personenverkehr war der Bahnhof auch im Güterverkehr lange wichtig, bis Ende der 1870er Jahre war die Station sogar die einzige in ganz Chemnitz mit Güterverkehr. Seit den 1990er Jahren hat dessen Bedeutung durch den allgemeinen Verkehrsrückgang, den Fernverkehrsverlust und einige Streckenstilllegungen stark abgenommen. Güterverkehr findet nicht mehr statt. Das große Bahnbetriebswerk Chemnitz Hbf, das später mit dem Bahnbetriebswerk Chemnitz-Hilbersdorf zusammengeschlossen wurde, existiert heute noch als Betriebshof Chemnitz. Nördlich der Bahnsteige zweigt streckenrechts ein Verbindungsgleis ins Netz der Straßenbahn Chemnitz ab, das im Zuge der sukzessiven Umsetzung des Chemnitzer Modells errichtet wurde und den Übergang der von Burgstädt kommenden Züge der Linie C13 ins Straßenbahnnetz ermöglicht. Diese Züge befahren in der Bahnsteighalle die Übergangsgleise 30 und 32 mit den Bahnsteigen 3 und 4. Die Regionalexpresszüge wenden auf dem Gleis 28 am Bahnsteig 5, welcher eine Länge von 161 Metern sowie eine Höhe von 550 Millimetern hat. Dieses Gleis ist seit dem Umbau des Bahnhofes Chemnitz Hbf das einzige, das nicht mehr mit Fahrleitung überspannt ist.

### Ingenieurbauten

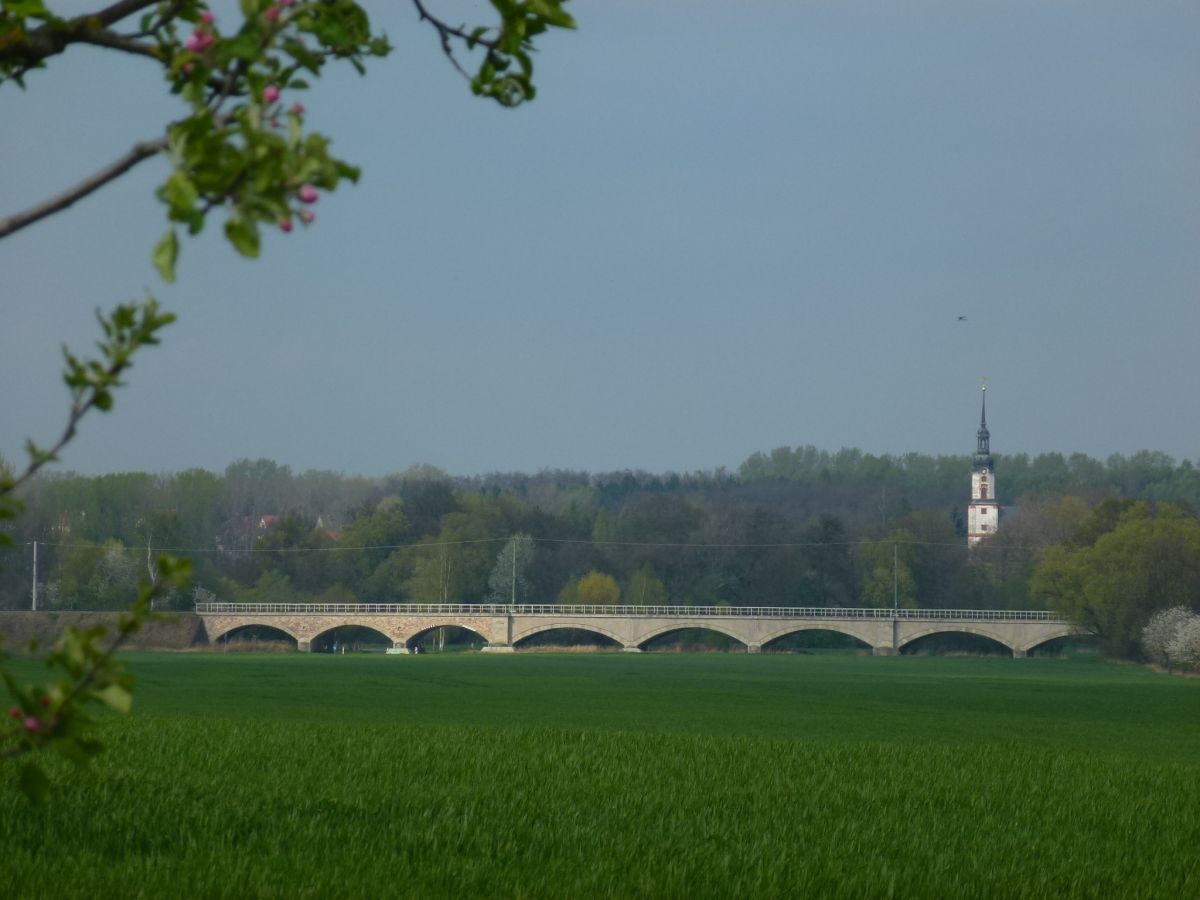
Wyhratalviadukt

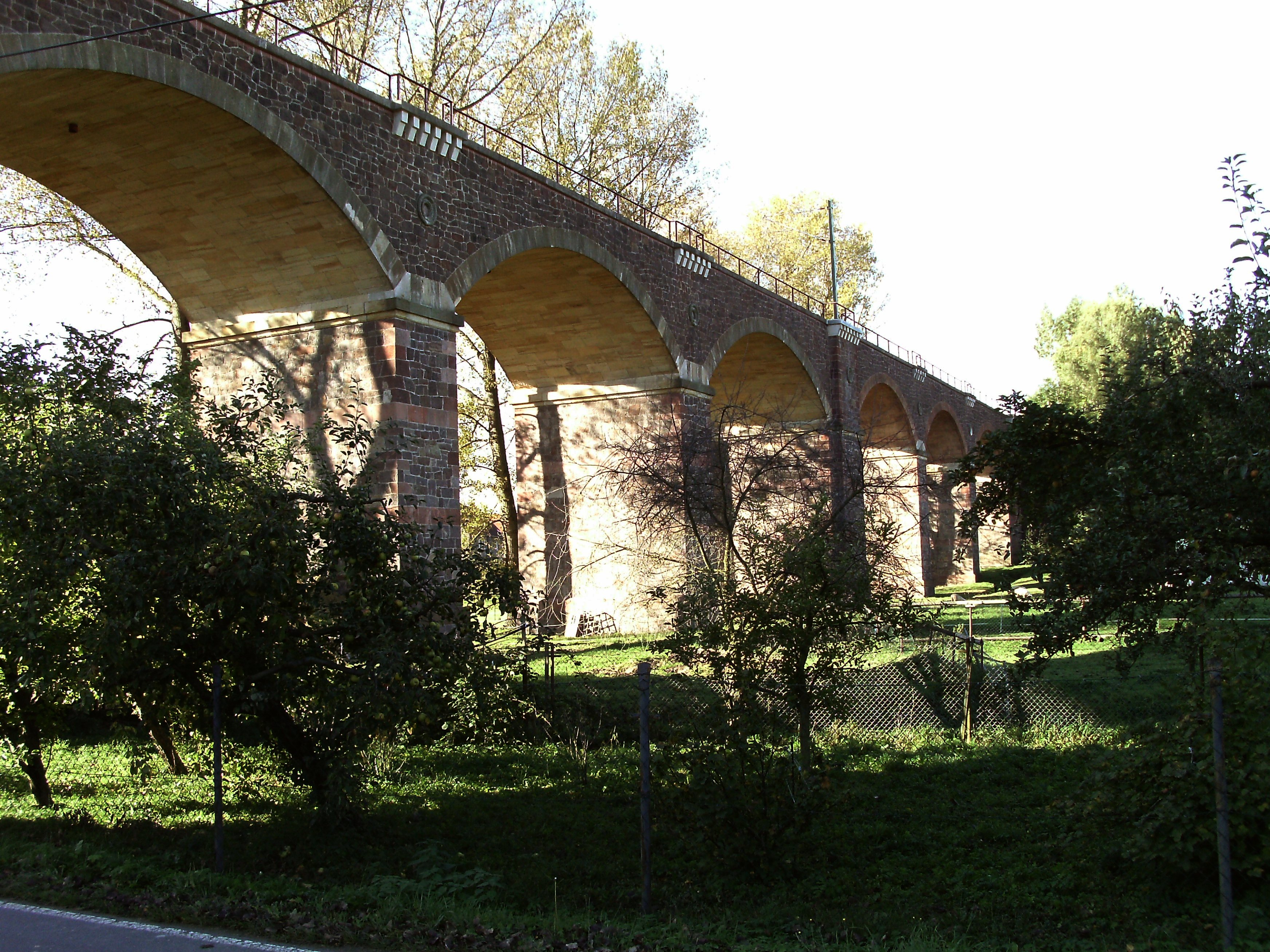
Niedergräfenhainer Viadukt

Alle großen Brückenbauten waren von vornherein für einen zweigleisigen Streckenausbau vorbereitet.
Wyhratalviadukt ⊙
Das 198 Meter lange Wyhratalviadukt bei Streckenkilometer 10,48 überbrückt den gleichnamigen Fluss. Erbaut wurde es von September 1869 bis August 1870, die Baukosten des acht Meter hoch gemauerten zwölfbögigen Viadukts betrugen rund 70 000 Taler.
Niedergräfenhainer Viadukt ⊙
Ebenso wie das Geithainer Viadukt wäre das Niedergräfenhainer Viadukt ohne die von den Geithainer Bürgern erzwungene Streckenverlegung nicht notwendig gewesen. Gebaut wurde das rund 150 000 Taler teure Bauwerk von Juli 1869 bis November 1871. Mit dem 200 Meter langen Bauwerk mit zwölf Öffnungen wird eine Talmulde überquert.
Geithainer Viadukt ⊙
Erbaut wurde das Geithainer Viadukt vom Juli 1869 bis September 1871. Beim Bau der circa 75 000 Taler teuren Brücke erwies sich besonders der nasse Untergrund als Problem, die Brückenpfeiler erhielten deswegen extra tiefe Fundamente. Die maximale Höhe des Bauwerks beträgt 17 Meter, es ist 110 Meter lang.
Göhrener Viadukt ⊙

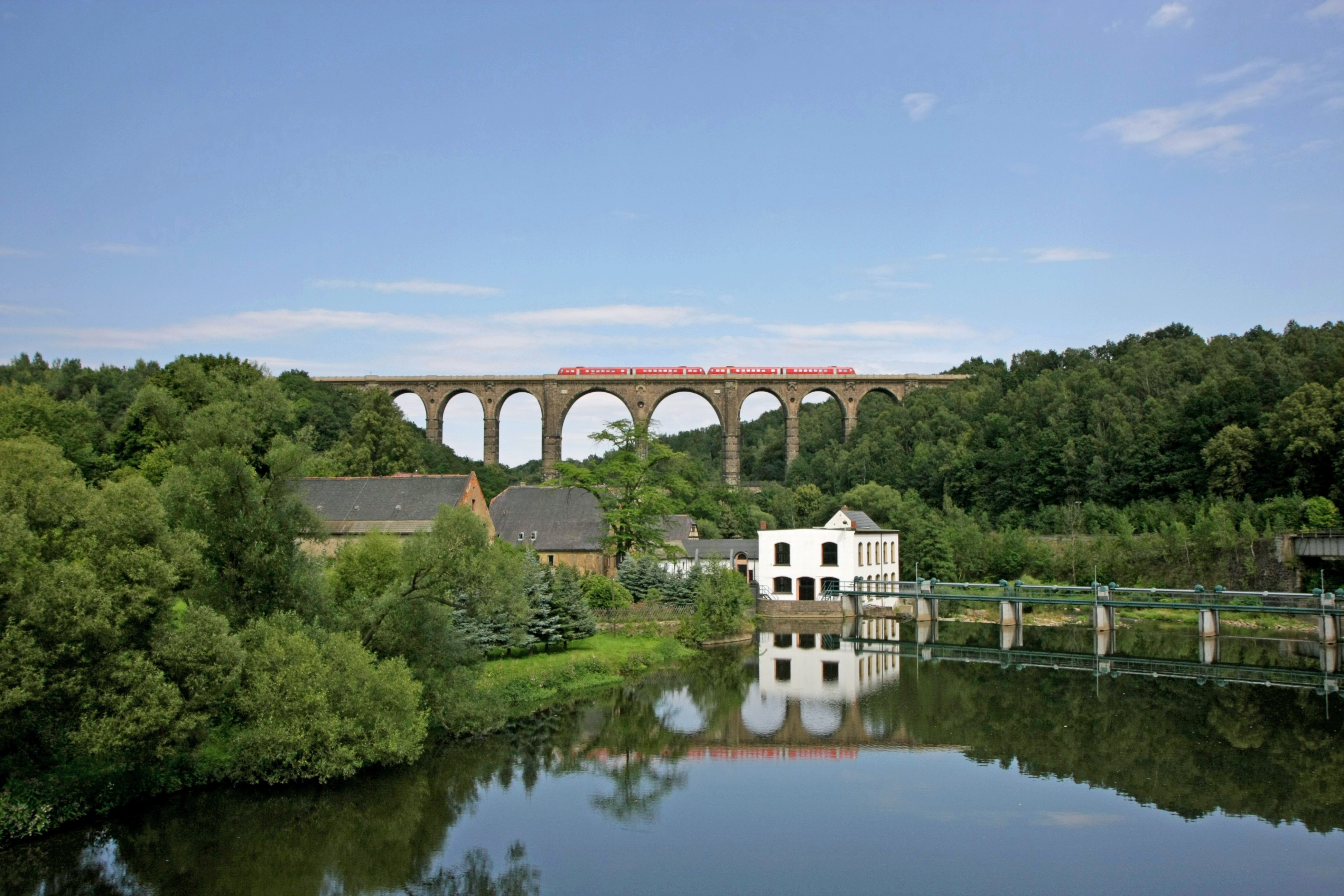
Göhrener Viadukt über die Zwickauer Mulde

Das Göhrener Viadukt mit 412 m Länge wurde von 1869 bis 1871 von rund 5000 Arbeitern aus Granit erbaut. Das 68 Meter hohe und 1,2 Millionen Taler teure Bauwerk überbrückt die Zwickauer Mulde, die Landstraße Cossen–Wechselburg und die Bahnstrecke Glauchau–Wurzen. Neben den großen, das tiefe Muldental überquerenden Brückenöffnungen gab es Richtung Chemnitz neun weitere, kleinere Öffnungen. Letztere waren in den 1980er Jahren so schadhaft geworden, dass sie Mitte der 1980er Jahre verfüllt wurden, seitdem ist das Viadukt nur noch 263 Meter lang. Das restliche Viadukt wurde von 1997 bis 2001 für etwa 20 Millionen Mark grundlegend saniert.
Cossener Viadukt ⊙
Das 162 m lange Cossener Viadukt hatte sechs Bögen mit einer lichten Weite von 17 Metern. Das etwa 69 000 Taler teure Bauwerk war in den 1960er Jahren so baufällig geworden, das 1968 fünf der sechs Öffnungen zugemauert und dann aufgefüllt wurden. Da durch die sechste Öffnung ein Wirtschaftsweg führte, wurde diese nur erheblich verkleinert.
Stadtviadukt Burgstädt ⊙
Das 427 Meter lange Stadtviadukt Burgstädt ist das längste Ingenieurbauwerk der Strecke. Es wurde 1869/70 für rund 90 000 Taler errichtet, um die Anschüttung eines Bahndamms zu umgehen. Mit 34 Öffnungen mit einer Spannweite von 9,9 Metern wird hier eine Senke gequert, die maximale Höhe des Viadukts beträgt 7,5 Meter. Bereits seit den 1960er Jahren sollte das Viadukt grundlegend instand gesetzt werden, aufgrund von Finanzschwierigkeiten kam es nicht dazu. Ähnlich wie beim Cossener Viadukt sollten auch hier alle Öffnungen bis auf die notwendigen Straßenquerungen verfüllt werden. Mittlerweile wurde auch diese Brücke saniert.
Bahrebachtalviadukt ⊙

Das sanierte Viadukt über den Bahrebach 2010

Das Bahrebachtalviadukt kostete rund 310 000 Taler. Mit der 230 Meter langen, im Bogen liegenden Brücke wird neben dem Bahrebach seit den 1930er Jahren auch die heutige Bundesautobahn 4 überquert. Da der Platz zwischen den Brückenpfeilern für einen Ausbau der ursprünglich nur vierstreifigen Autobahn nicht ausreichte, wurde das Viadukt von 1999 bis 2003 aufwändig umgebaut.
Chemnitztalviadukt ⊙

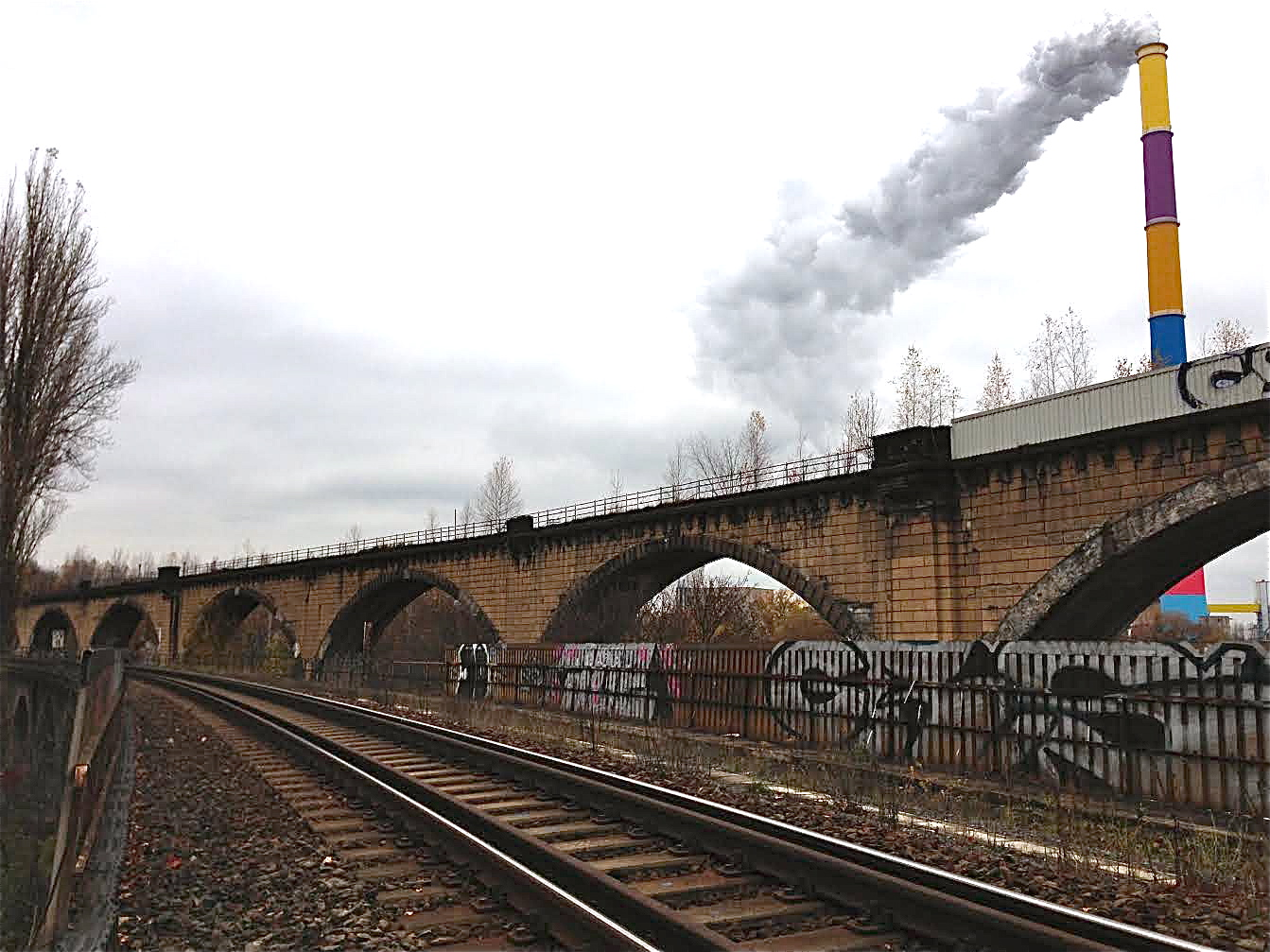
Chemnitztalviadukt

Das rund 160 000 Taler teure Chemnitztalviadukt wurde vom Juli 1869 bis Juni 1871 gebaut. Es besteht aus einem 180 Meter langen, mehrteiligen Stahlträgerteil, daran schließt sich ein gemauerter 118 Meter langer Brückenteil an, die Gesamtlänge beträgt 308 Meter. Auf den sechs Stahlfachwerkträgern von je 25,5 Metern Länge wird der Fluss Chemnitz überquert. Der neunbogige gemauerte Brückenteil überbrückt mit einer Öffnung von 11,7 Metern die Bundesstraße 107, die restlichen acht Öffnungen haben nur 9,8 Meter lichte Weite. Dieser Teil liegt in einer leichten Krümmung.
Aufgrund der Geräusche des Stahlteils bei Zugfahrten erhielt sie vom Volksmund auch den Namen „Klapperbrücke“. Dieser Brückenteil wurde 2003 für 1,5 Millionen Euro saniert.